# Culture de la Pologne

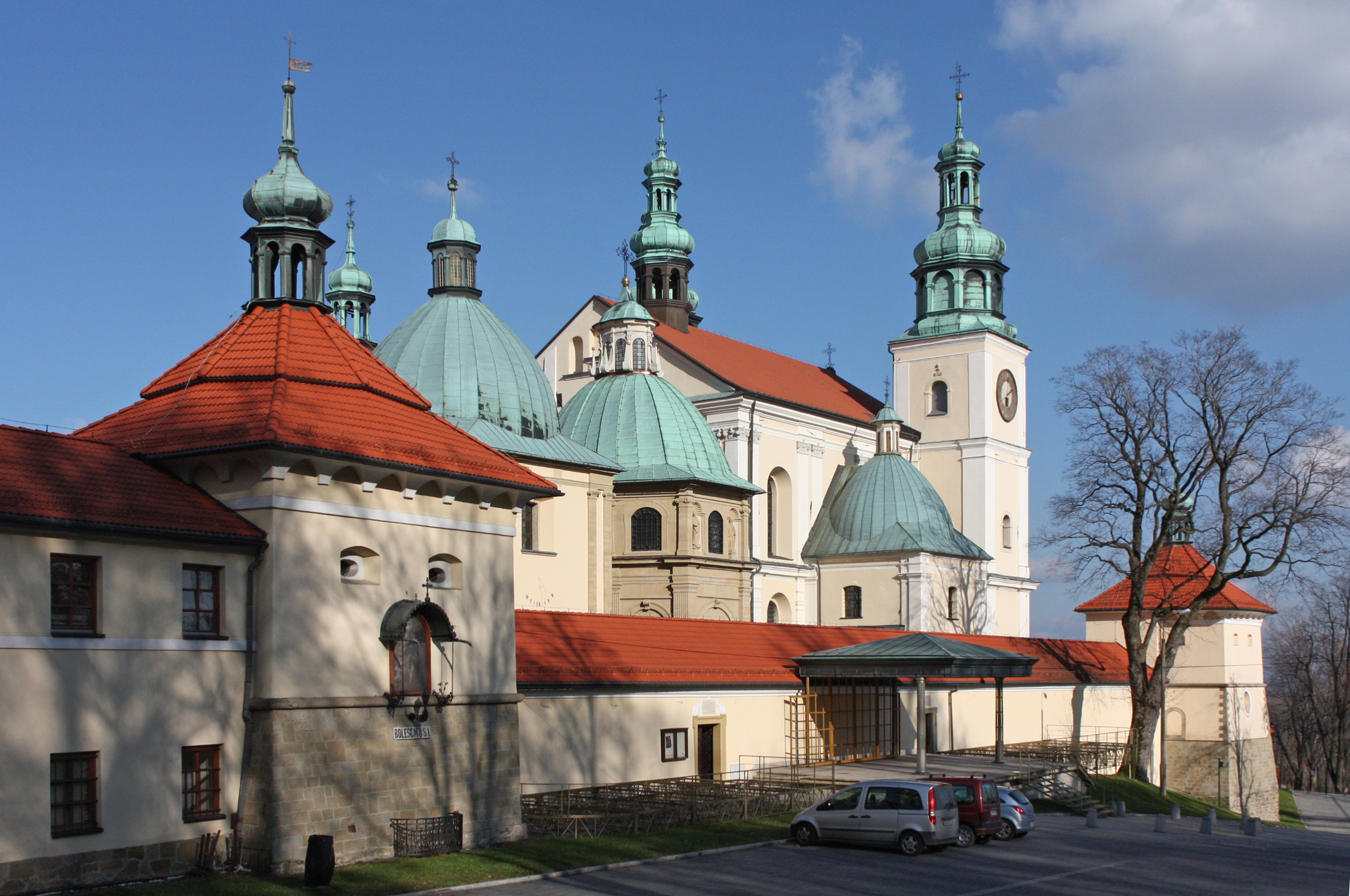
Basilique de Kalwaria Zebrzydowska

La culture de la Pologne, pays de l'Europe centrale, désigne d'abord les pratiques culturelles observables de ses habitants (38,4 millions selon une estimation de 2017).

## Langues, peuples, cultures

### Langues
- Langues en Pologne, Langues de Pologne
- polonais (>38 000 000, 95 %), langue slave occidentale léchitique, Warsaw dialect (en)
  - Polonisation
  - Silésien (140 000)-(529 000), lach
  - Autres langues léchitiques : cachoube (108 000), masourien, pomeranian language (en)
- Langues régionales :
  - langues baltes : lituanien (5 300)
  - langues germaniques : allemand (96 000), wilamowicien (<100)
  - langues slaves orientales : biélorusse (26 000), russe (19 000), rusyn (lemko) (20 000), boyko
  - langues slaves occidentales : slovaque, tchèque
  - Langues slaves, Slavistique
- Langues d'émigration ancienne : ukrainien (24 000), romani baltique (14 000) et romani central, arméno-kiptchak, hongrois, yiddish, karaïm, tatar
- Langues d'émigration récente : vietnamien (3 360), arabe, grec, chinois, bulgare, turc, hindi, etc
- Langues étrangères : anglais (20 %), russe (14 %), allemand (13 %) (dont silésien (langue germanique)), français, espagnol
- Langue des signes polonaise
- Slovio

### Peuples
- Groupes ethniques en Pologne
- Polonais
- Minorités
  - Allemands de Pologne, Germano-Baltes, Deutsche in Pabianice (de), Galiziendeutsche (de), Silésiens
  - Ukrainiens, Boykos, Houtsoules, Lemkos
  - Cachoubes, Kociewiacy, Masoviens, Masuriens, Ruthènes, Sorabes
  - Kurpie (en)
  - Tchèques, Slovaques, Górali
  - Lituaniens
  - Tatars baltiques
  - Arméniens de Pologne
- Slaves, Slavistique, Slovio
- Olędrzy
- Diaspora polonaise (rubriques) (> 20 000 000)

## Traditions

### Religion
- Religion en Pologne, Religion en Pologne (rubriques),
- Christianisme (rubriques) (89 %)
  - Église catholique (rubriques) (87 %)
    - Église catholique romaine (Bogurodzica, Jasna Góra)
    - Église polonaise-catholique (Pologne) (20 402) (église vieille-catholique)
    - Église mariavite (23 436) (église vieille-catholique), Altkatholische Kirche der Mariaviten (de)
    - Catholic Mariavite Church (en) (1 980)

  - Église orthodoxe (rubriques) (1,3 %)
    - Église orthodoxe polonaise, Archidiocèse de Varsovie, Métropole de toute la Pologne
    - Église grecque-catholique ukrainienne

  - Église protestante (rubriques) Protestantisme en Pologne (en) (0,7 %)
    - Témoins de Jéhovah (129 270, 0,3 %)
    - Autres (0,4 %) : Baptisme, Évangélisme, Calvinisme, Pentecôtisme, Méthodisme, Luthéranisme

  - Islam en Pologne (rubriques) (1 132)
  - Judaïsme en Pologne (rubriques) (1 222), Histoire des Juifs en Pologne, Festival de culture juive de Cracovie depuis 1988, List of active synagogues in Poland (en)
  - Hindouisme en Pologne (en) (environ 1 000)
  - Bouddhisme en Pologne (environ 1 000)
  - Foi baha'ie en Pologne (en) (environ 1 000)
  - Rodnovérie
    - Néopaganisme, Reconstructionnisme religieux, Congrès européen des religions ethniques
    - Liste de mouvements religieux slaves traditionnels (en)
    - Paganisme en Pologne, Native Polish Church (en) (Rodzimy Kościół Polski), Romuva
    - Secte Niebo (en), ZW Rodzima Wiara
    - Religious Organisation of Polish Rodnovers "Kin" (Związek Wyznaniowy Rodzimowierców Polskich "Ród")[1]

  - Agnosticisme (2,5 %), Irréligion en Pologne (en), agnosticisme, athéisme, indifférence, prudence…
  - Refus de donner son opinion (7,1 %)

### Symboles
- Armoiries de la Pologne, Drapeau de la Pologne
- Mazurek Dąbrowskiego, hymne national de la Pologne
- Liste des devises non officielles de la Pologne
- Polonia, la figure allégorique représentant la Pologne

### Folklore et Mythologie
- Mythologie slave (rubriques)
- Personnages de la mythologie slave
- Légendes polonaises
- Folklore polonais
- Folkloristes polonais

Souvent réduit à tort aux simples prestations des ballets Śląsk et Mazowsze par une grande partie de la polonité, le folklore polonais reste cependant pratiqué assidûment par un grand nombre de Polonais de tous âges et de toutes classes sociales.
Cela est en partie dû à la volonté et au travail exceptionnel de préservation de ce folklore. Artisan de cette préservation, Oskar Kolberg parcourut la Pologne au XIXe siècle afin de répertorier les mélodies, poèmes et danses, région par région.
Ainsi, de nombreux groupes se sont créés et revendiquent encore aujourd’hui leurs régions d’origine, teintées de mélodies typiques et de pas de danse très particuliers d’une région à l’autre. On recense cinq danses nationales, popularisées pour la plupart par Chopin : le krakowiak (danse de Cracovie), l’oberek, la polonaise, le mazur et le kujawiak.
La région montagneuse des Podhale, près de Zakopane, conserve ses traditions dans la vie quotidienne et dans les comportements, et continue à conserver sa musique grâce au développement touristique et aux karczma (taverne où l’on peut écouter de la musique montagnarde).
Enfin, depuis les années 1960 et l’apparition de la polonia (polonité : ensemble des personnes d’origine polonaise dans le monde), de nombreux groupes étrangers de folklore polonais sont apparus afin de perpétuer les traditions.

### Croyances
- Lech, Čech et Rus
- Dragon du Wawel
- La Sirène de Varsovie
- Vineta, cité engloutie en mer Baltique

### Pratiques
- Héraldique polonaise, Armorial de la noblesse polonaise
- Costumes nationaux de Pologne (en)
- Histoire culturelle de la Pologne (en)

### Fêtes
Fêtes et jours fériés en Pologne
| Date | Nom français                      | Nom local                                     | Remarques                                                                  |  |
| --- | --------------------------------- | --------------------------------------------- | -------------------------------------------------------------------------- |  |
| 1er janvier                                                                                              | Jour de l'An                      | Nowy Rok                                      |                                                                            |  |
| 6 janvier                                                                                                | Épiphanie                         | Święto Trzech Króli                           |                                                                            |  |
| Un dimanche de mars ou avril (premier dimanche après la première pleine lune du printemps - fête mobile) | Pâques                            | Wielkanoc                                     |                                                                            |  |
| Un lundi de mars ou avril (lendemain de pâques - fête mobile)                                            | Lundi de Pâques                   | Poniedziałek Wielkanocny                      |                                                                            |  |
| 1er mai                                                                                                  | Fête du travail                   | Święto Pracy                                  |                                                                            |  |
| 3 mai | Fête nationale de la Constitution | Narodowe Święto Konstytucji                   | Constitution de 1791                                                       |  |
| Un dimanche de mai ou de juin (49 jours après Pâques - fête mobile)                                      | Pentecôte                         | Zesłania Ducha Świętego                       | N'est pas férié                                                            |  |
| Un jeudi de mai ou de juin (60 jours après Pâques - fête mobile)                                         | Fête Dieu                         | Boże Ciało                                    | En 2015 le 4 juin en 2016 le 26 mai                                        |  |
| 15 août                                                                                                  | Assomption de la Sainte Vierge    | Święto Wniebowzięcia Najświętszej Marii Panny | Aussi le jour de l'armée polonaise pour célébrer le miracle de la Vistule. |  |
| 1er novembre                                                                                             | Toussaint                         | Wszystkich Świętych                           |                                                                            |  |
| 11 novembre                                                                                              | Jour de l'indépendance            | Narodowe Święto Niepodległości                | 1918                                                                       |  |
| 25 et 26 décembre                                                                                        | Noël                              | Boże Narodzenie                               |                                                                            |  |

- Noël en Pologne : Opłatek, Réveillon de Noël, Souper des douze plats, Carpe de Noël
  - Chant de Noël, Liste de chants de Noël (en)                       
  - Chants de Noël polonais (1946), de Witold Lutosławski

#### Autres festivités
- Dożynki

## Société
- Polonais
- Groupes ethniques en Pologne
- Diaspora polonaise
- Nouveaux Polonais
- Personnalités polonaises par profession, Personnalités polonaises

### Noms
- Patronymes slaves, Liste des prénoms d'origine slave
- Patronymes polonais, Liste de prénoms polonais

### Famille
- Condition féminine en Pologne (rubriques)[3]
- Naissance en Pologne
- Mariage
- Vieillesse en Pologne
- Mort en Pologne
- Funérailles en Pologne

### Éducation
- Système éducatif en Pologne, Éducation en Pologne (rubriques)
- Pédagogues polonais
- Liste des universités en Pologne
- Higher education in Poland (en)
- Timeline of Polish science and technology (en)
- National Centre for Research and Development in Poland (en)
- Liste des pays par taux d'alphabétisation
- Liste des pays par IDH

### Droit
- Droits de l'homme en Pologne
- Droits LGBT en Pologne, Histoire LGBT en Pologne (en)
- Criminalité en Pologne (en)
- Dres (en)
- Human trafficking in Poland (en)
- Corruption in Poland (en)
- Prostitution in Poland (en)
- Rapport Pologne 2016-2017, Amnesty International[4]

### État
- Histoire de la Pologne
- Expulsion des Allemands d'Europe de l'Est (1945-1950)
- Politique en Pologne
- List of massacres in Poland (en)
- Liste des guerres de la Pologne
- List of mining disasters in Poland (en)

### Divers
- Poverty in Poland (en)
- Coût de la vie[5] : en novembre 2017, le salaire mensuel moyen serait de 1 026 euros (contre 2 900 en France).

### Stéréotypes
- National symbols of Poland (en)

## Arts de la table

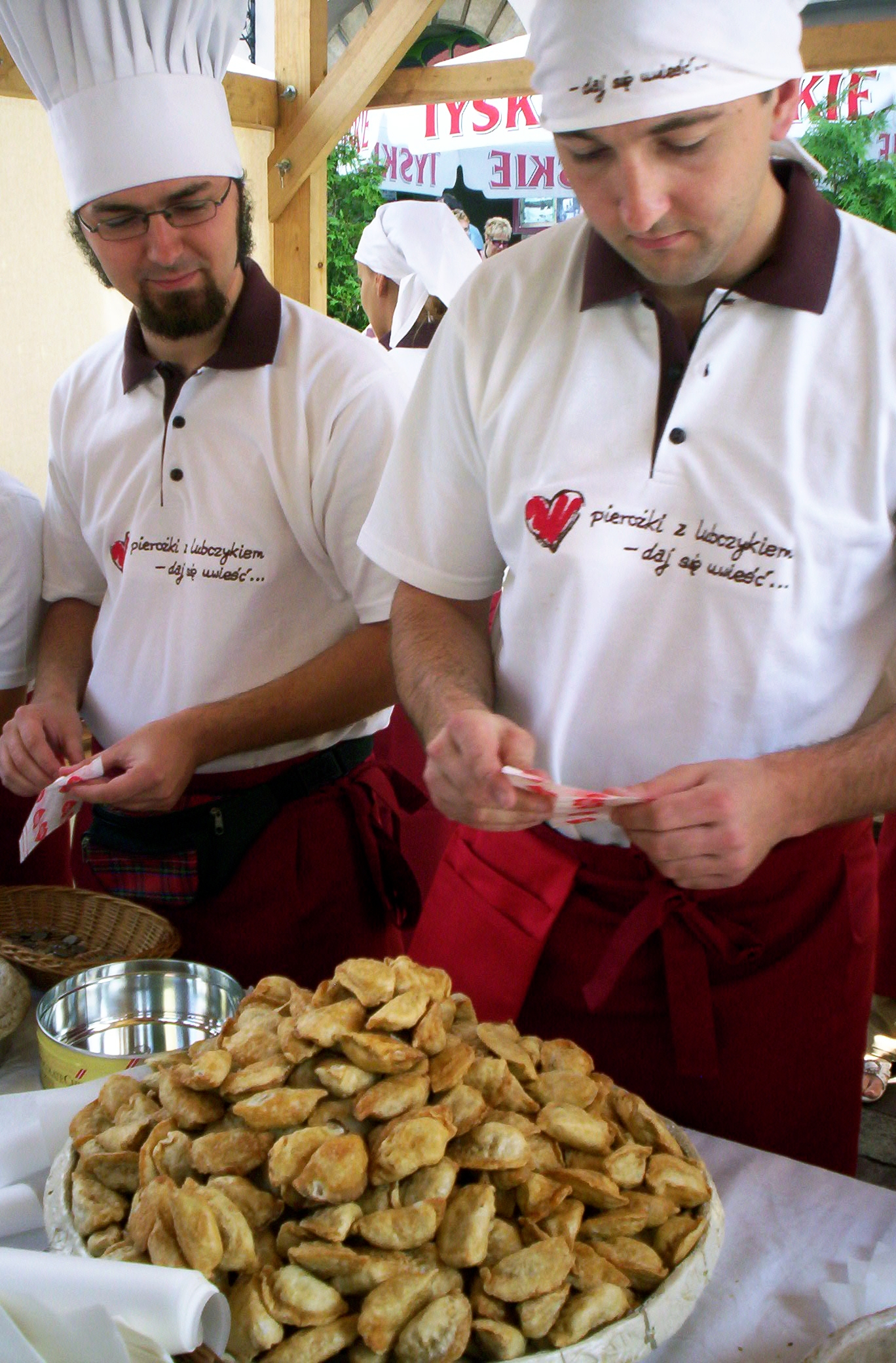
Festival de pierogi à Cracovie

### Cuisine
- Cuisine polonaise, Cuisine polonaise (rubriques)
- List of Polish dishes (en)
- Cuisine de Galicie (de)
- Cuisine de Silésie (en)
- Lemkische Küche (de) ruthène (de Lemken)
- Fromages polonais
- Desserts polonais

La formation des traits particuliers de la cuisine polonaise a été influencée par les changements historiques. À travers les siècles, la cuisine polonaise était soumise à des influences et changements régionaux, étant donné que le territoire du pays était habité par toute une mosaïque de peuples. Grâce à cela, on dénombre d'importantes influences orientales (mongoles, puis tatares et turques), russes, allemandes, françaises, italiennes et juives.
Les plats les plus populaires en Pologne (qui le sont également dans les pays voisins) sont entre autres: les pierogi, les bouillies, les nouilles, le chou farci, le bigos, les soupes (aux choux, bortsch, żurek, bouillon etc.), les plats de choux et de pommes de terre, le pain, les gâteaux, les légumes, les fruits (pommes, poires, différentes baies et groseilles), le fromage blanc et aussi de différents types de viandes (surtout porc, volaille et bœuf), ainsi que, dans une moindre mesure, les poissons d'eaux douces et salées. Les faworki sont un dessert typique, tout comme le sont les babkas, le pain d'épices ou les beignets.
Parmi les boissons alcoolisées, l'hydromel, très populaire à une certaine époque, a été remplacé par la vodka préparée à base de céréales et pommes de terre. La bière à base de houblon est une boisson traditionnelle courante, alors que le vin l'est moins. Le thé noir est également populaire. Jusqu'à une époque récente il était bu dans des verres, souvent avec une tranche de citron et du sucre. Le thé est arrivé en Pologne depuis l'Angleterre, pas longtemps après son apparition en Europe Occidentale (grâce aux marchands néerlandais). Cependant, sa propagation est attribuée aux occupants russes au XIXe siècle. C'est à ce moment-là que les samovars sont arrivés depuis la Russie où le thé est apparu à la cour du tsar comme cadeau de la Chine, environ 50 ans avant son apparition en Hollande. Le café est également populaire et est bu couramment depuis le XVIIIe siècle, également par les classes inférieures de la société comme les artisans ou les riches paysans.

### Boisson(s)
- Kofola
- Bière : GlobalMalt, Grätzer, Haberbusch i Schiele, Polska Partia Przyjaciół Piwa, Stary Browar, Tatra, Warka
- Kvass
- Viticulture en Pologne
- Liqueurs : Goldwasser, Krambambula, Krupnik, Nalewka, Polmos Łańcut
- Vodka : Belvedere, Chopin, Wyborowa, Żołądkowa Gorzka, Starka, Grasovka, Biała Dama, Soplica, Absolwent

## Santé
- Santé, Santé publique, Protection sociale
- Santé en Pologne (rubriques),
- Santé en Pologne (en)
- Polish heroin (en)
- Liste des pays par taux de tabagisme
- Liste des pays par taux de natalité
- Liste des pays par taux de suicide

### Sports
- Sport en Pologne
- Sport en Pologne (rubriques)
- Sportifs polonais
- Sportives polonaises
- Pologne aux Jeux olympiques
- Pologne aux Jeux paralympiques

### Arts martiaux
- Arts martiaux en Pologne

## Média
- Média de Pologne (en), Média en Pologne (rubriques)
- Journalistes polonais
- Télécommunications en Pologne (en)
- Censure en Pologne
- Censure en Pologne (1944-1990) (en)

### Presse écrite
- Presse écrite en polonais
- Liste de journaux en Pologne (en)
- Liste de magazines en Pologne (en)
- Liberté d'expression et de presse en Pologne
- Fundamenta Mathematicae, depuis 1920

### Radio
- Radio en Pologne (rubriques)
- Liste des stations de radio en Pologne

### Télévision
- Télévision en Pologne (rubriques)
- Chaînes de télévision en Pologne

### Internet (.pl)
- Internet en Pologne (en)
- Blogueurs polonais
- Sites web polonais
- Internetowa encyklopedia PWN
- Press Reader[6] (Bulac/Inalco)

## Littérature
- Littérature polonaise
- Littérature cachoube
- Littérature sorabe
- Société historique et littéraire polonaise
- Librairie polonaise de Paris
- Écrivains polonais, Tadeusz Konwicki (1926)
- Écrivains polonais par genre
- Œuvres littéraires polonaises par genre
- Histoire de la philosophie en Pologne (en)

### Littérature contemporaine
- Olga Tokarczuk (1962-)

## Artisanat
- Artisanat d'art,
- Catégorie:Artisanat par pays,
- Arts appliqués, Arts décoratifs

Les savoir-faire liés à l’artisanat traditionnel relèvent (pour partie) du patrimoine culturel immatériel de l'humanité. On parle alors de trésor humain vivant.
Mais une grande partie des techniques artisanales ont régressé, ou disparu, dès le début de la colonisation, et plus encore avec la globalisation, sans qu'elles aient été suffisamment recensées et documentées.

### Design
- Designers polonais

### Textiles, cuir, papier
- Tenues traditionnelles de Pologne (en)
- Costumes traditionnels de Silésie (en)
- Costumes traditionnels de Podhale (en)
- Vêtement polonais
- Mode polonaise : Glamourina, Honorata Skarbek
- Designers polonais de mode :
  - Arkadius, Magdalena Frackowiak, Roma Gąsiorowska, Joanna Horodyńska, Monika Jaruzelska
  - Ewa Minge, Dawid Tomaszewski, Dawid Woliński, Xymena Zaniewska-Chwedczuk, Maciej Zien
- FashionPhilosophy Fashion Week Poland (pl)
- RE-ACT Fashion Show (pl)

### Poterie, céramique, faïence
- Céramistes polonais

## Arts visuels
L'art en Pologne a reflété les tendances européennes, la peinture polonaise s'articulant autour du folklore, des thèmes catholiques, de l'historicisme et du réalisme, ainsi que de l'impressionnisme et du romantisme. Un mouvement artistique important était la Jeune Pologne, développé à la fin du XIXe siècle pour promouvoir la décadence, le symbolisme et l'art nouveau. Depuis le XXe siècle, l’art documentaire et la photographie polonais jouissent d’une renommée mondiale, notamment grâce à l’École polonaise de l’affiche. L'une des peintures les plus remarquables des collections des musées polonais est La Dame à l'hermine (1490) de Léonard de Vinci.
Parmi les artistes polonais de renommée internationale figurent Jan Matejko (historicisme), Jacek Malczewski (symbolisme), Stanisław Wyspiański (art nouveau), Henryk Siemiradzki (art académique romain), Tamara de Lempicka (art déco). Plusieurs artistes et sculpteurs polonais étaient également des représentants reconnus des mouvements artistiques d'avant-garde, constructivistes, minimalistes et contemporains, notamment Katarzyna Kobro, Władysław Strzemiński, Jerzy Nowosielski, Magdalena Abakanowicz, Alina Szapocznikow et Wilhelm Sasnal,.
Les académies d'art notables en Pologne comprennent l'Académie des beaux-arts de Cracovie, l'Académie des beaux-arts de Varsovie, l'Académie des beaux-arts de Szczecin, l'université des beaux-arts de Poznań et l'Académie des beaux-arts de Wrocław. Des œuvres contemporaines sont exposées dans les galeries d'art Zachęta et MOCAK.

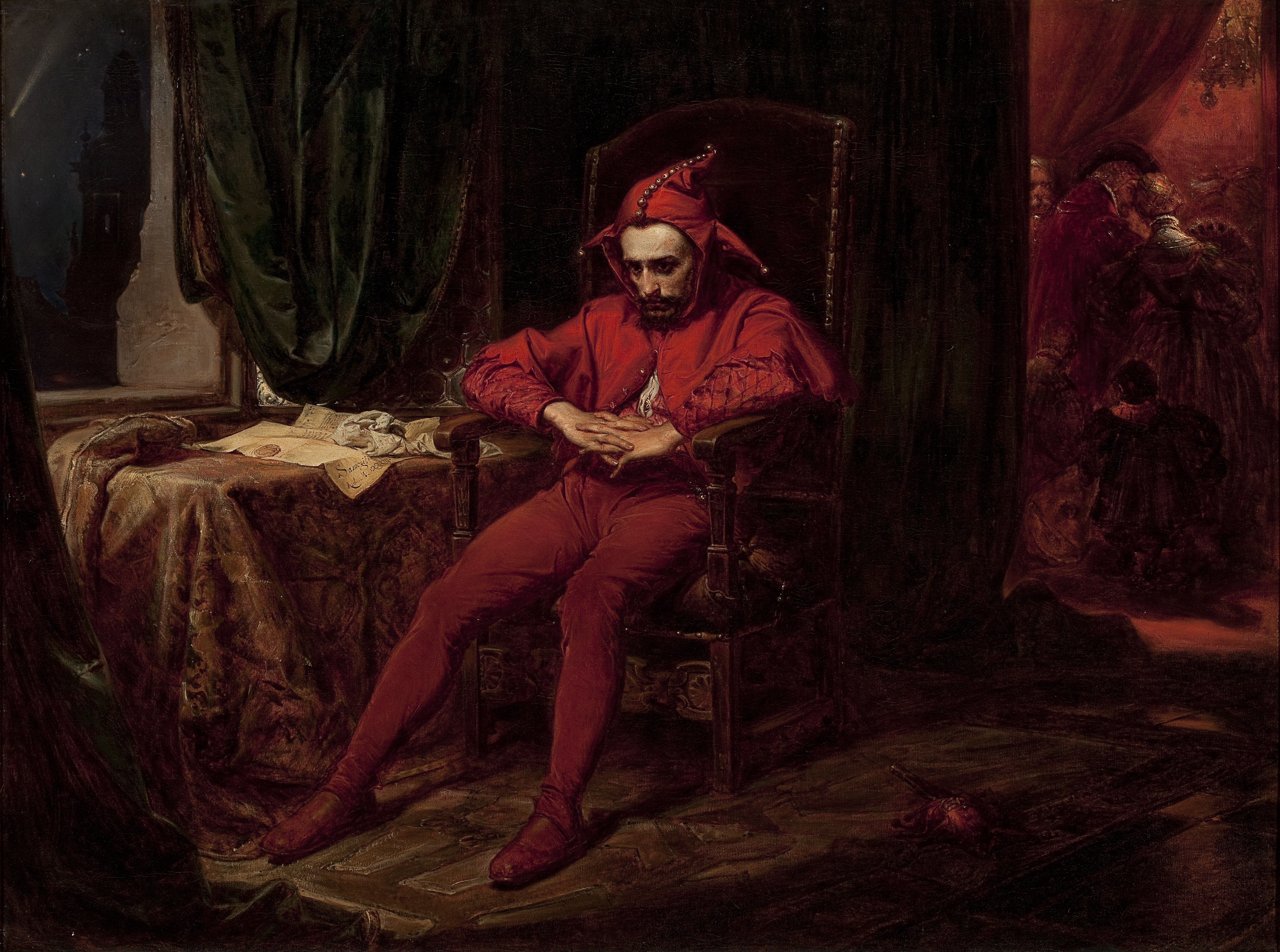
Jan Matejko,Stańczyk, 1862.
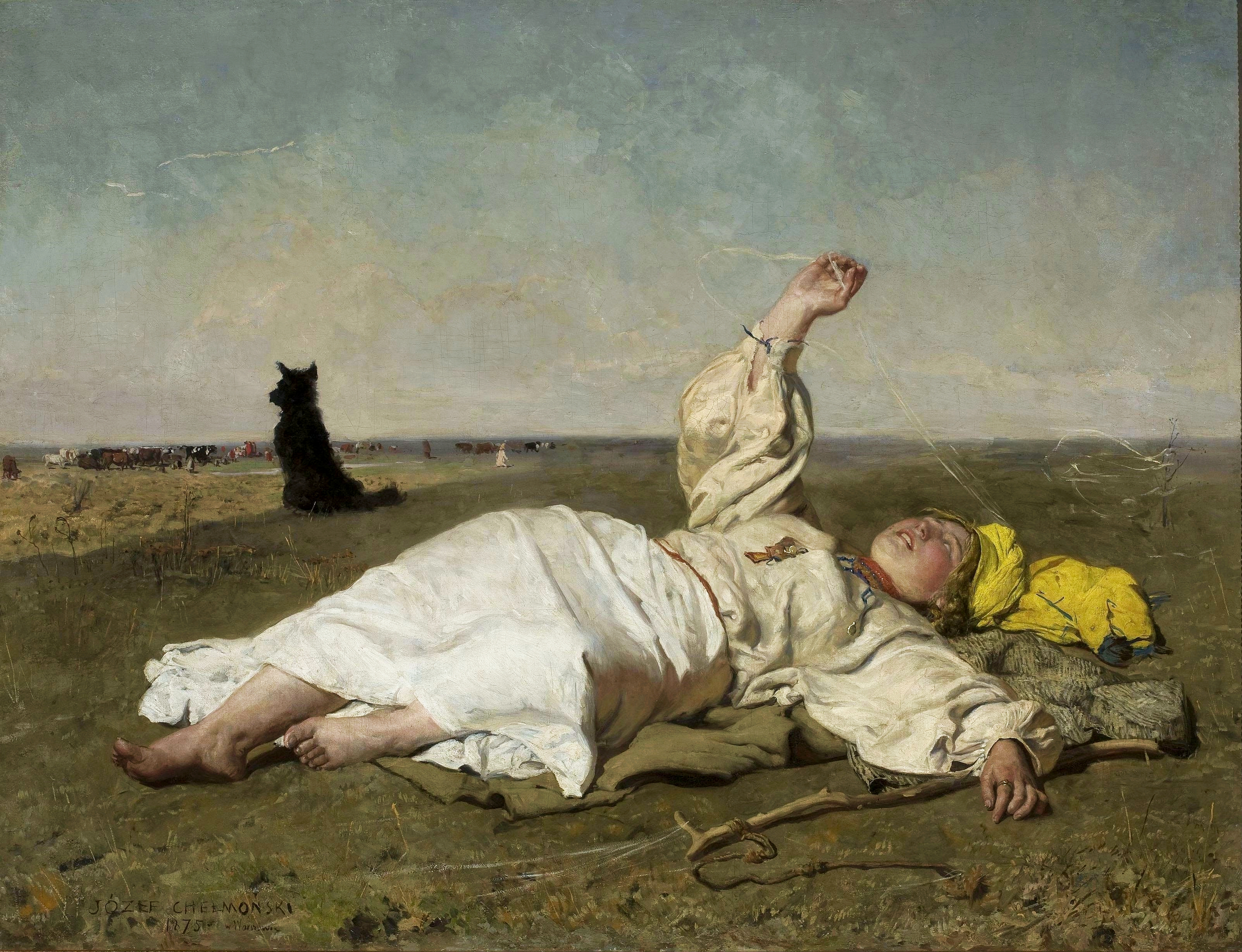
Józef Chełmoński, Babie lato, 1875, musée national de Varsovie.
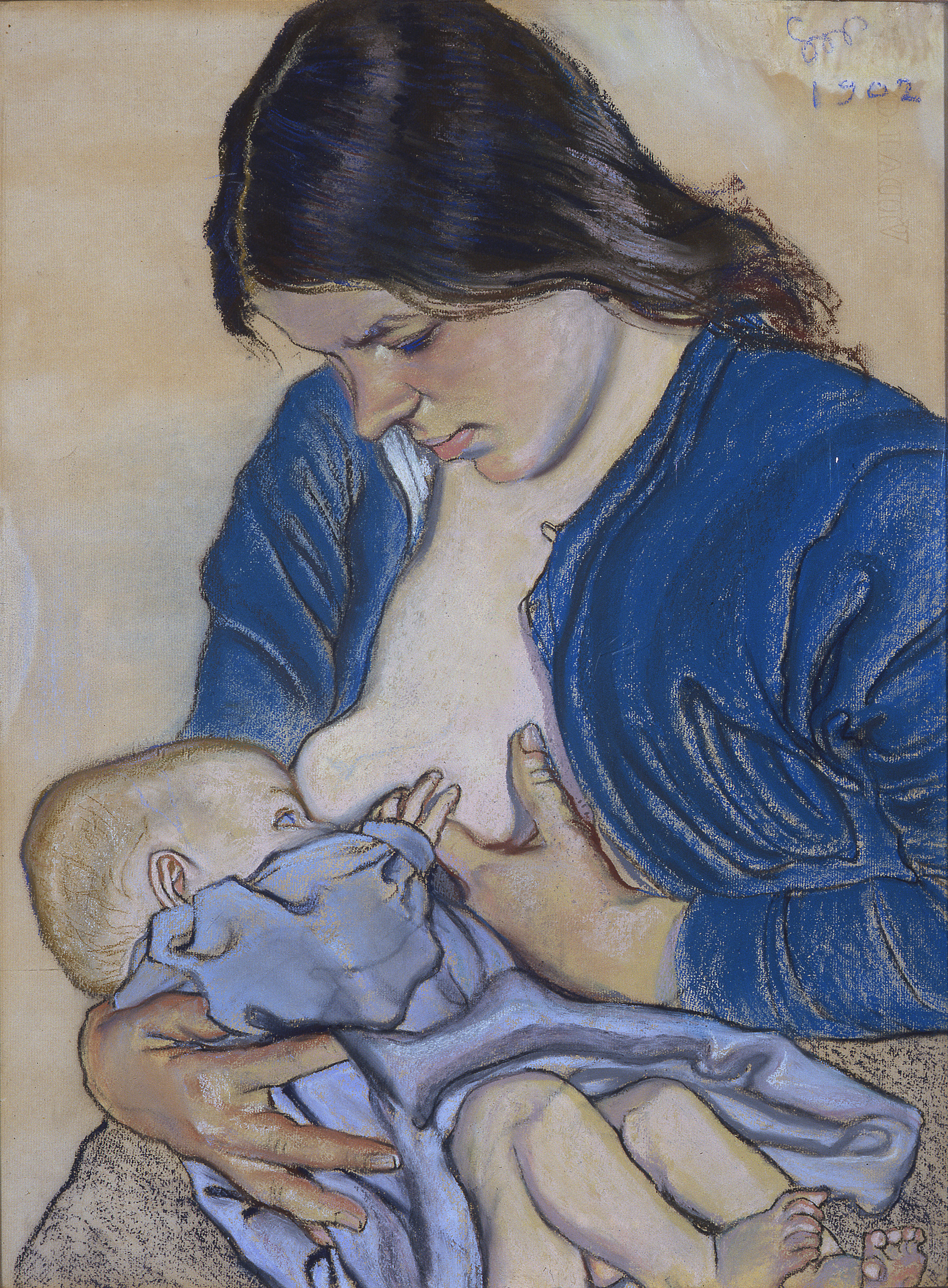
Stanisław Wyspiański, Maternité, 1902.
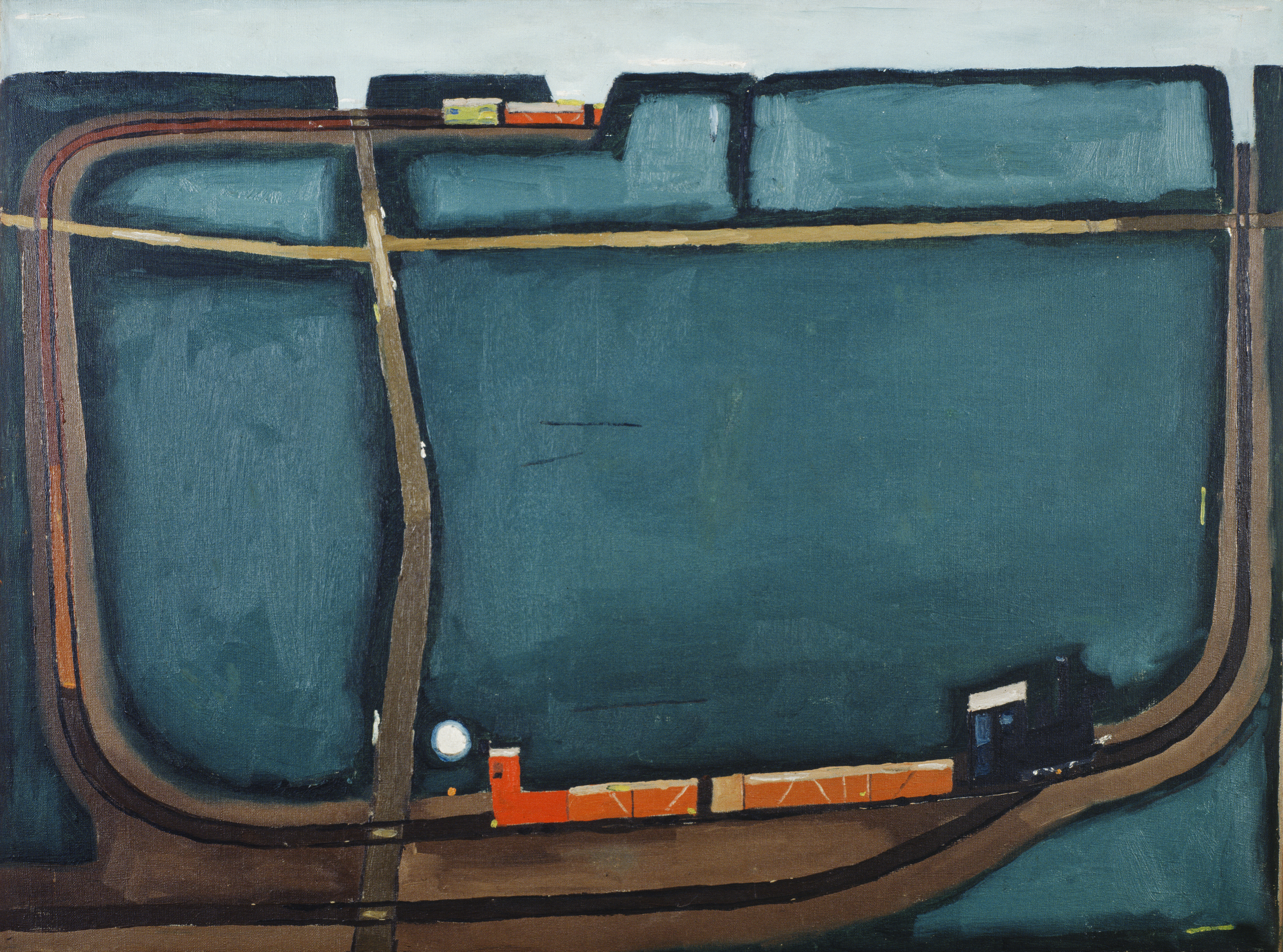
Jerzy Nowosielski, Chemin de fer à voie étroite (en montagne), 1963.

- Arts visuels, Arts plastiques, Art sonore
- Art in Poland (en), Art en Pologne, Art polonais, Art en Pologne (rubriques)
- Écoles d'art en Pologne
  - Académie des beaux-arts Jan-Matejko de Cracovie (1818), Université des arts de Poznań (1919), Académie des beaux-arts de Varsovie (1932)
  - Académie des beaux-arts de Łódź (1945), École nationale supérieure professionnelle de Tarnów
- Artistes polonais, Artistes contemporains polonais
- Musées d'art en Pologne
- Kraków Society of Friends of Fine Arts (en) (TPSP)
- Chłopomania (1860-1900)
- Jeune Pologne (1890-1918, modernisme)
- Fondation des Arts Visuels (Cracovie)[13]
- Magazines polonais d'art : Archivolta, Dialog (magazine), Literatura na Świecie, Nowe Książki, Odra (magazine), Rationalist (magazine), Tygodnik Ilustrowany
- Codex aureus Gnesnensis (de), Codex Aureus Pultoviensis (de)

### Dessin
- Dessinateurs polonais
- Graveurs polonais
- Illustrateurs polonais
- Affichistes polonais
- Auteurs polonais de bande dessinée
- Bande dessinée polonaise

### Peinture
- Peinture polonaise, Peinture en Pologne (rubriques)
- Peintres polonais, Liste de peintres polonais
  - Peintres polonais (wp en polonais) (pl) (>1700)
  - Jan Rudnicki (peintre) (pl)
  - Jan Matejko (1838-1893)
  - Henryk Siemiradzki (1843-1902)
  - Jacek Malczewski (1854-1929)
  - Stanisław Wyspiański (1869-1907)
  - Tamara de Lempicka (1898-1980)
- Society of Polish Artists "Sztuka" (en) (1897-1950)
- Kapistes (colorisme polonais, 1930-1940c), Koloryzm ou Kapizm
- Tableaux de peintres polonais

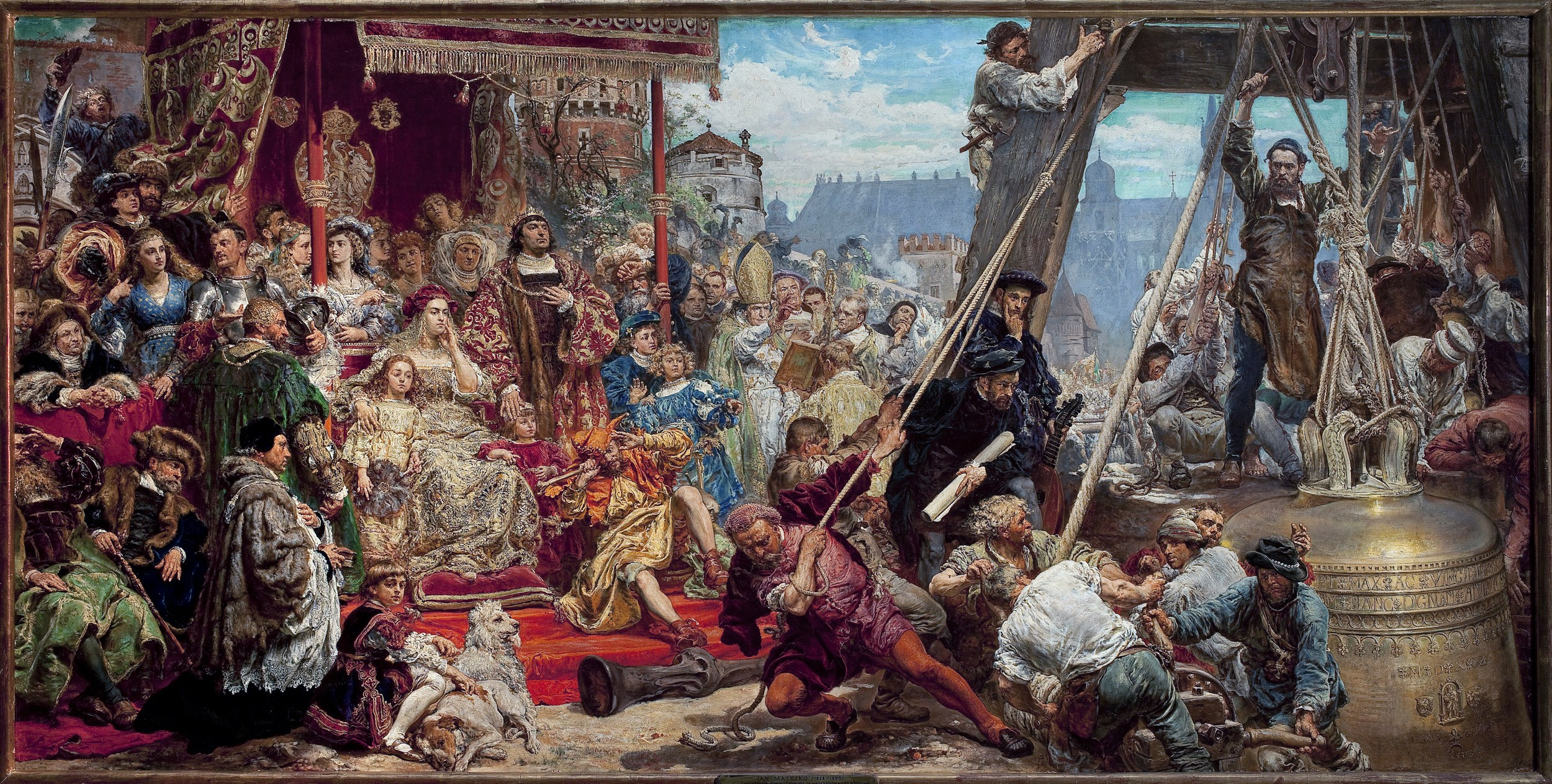
Jan Matejko, Suspension de la Cloche Sigismond (1874).
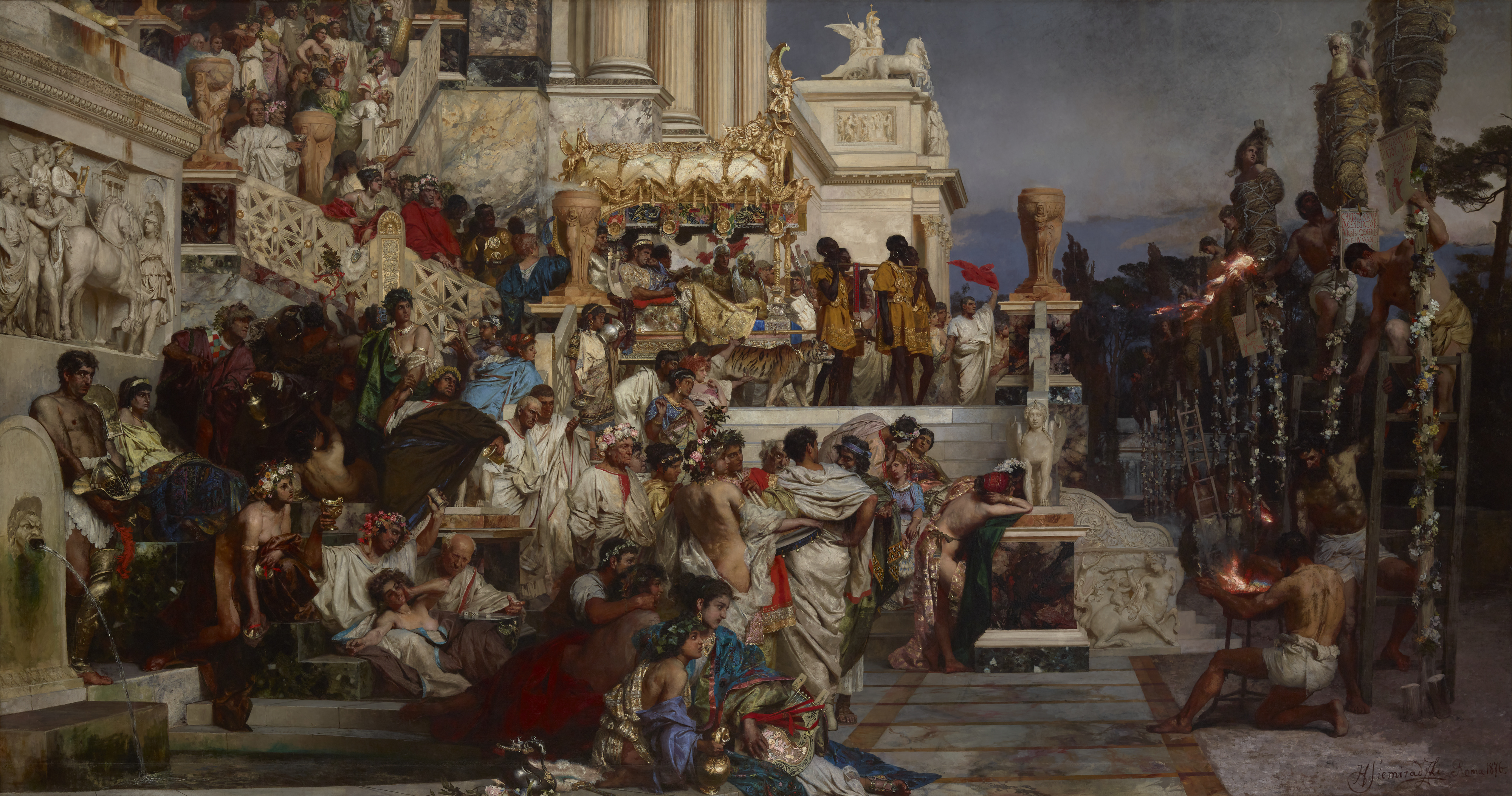
Henryk Siemiradzki, Les Torches de Néron (1876).
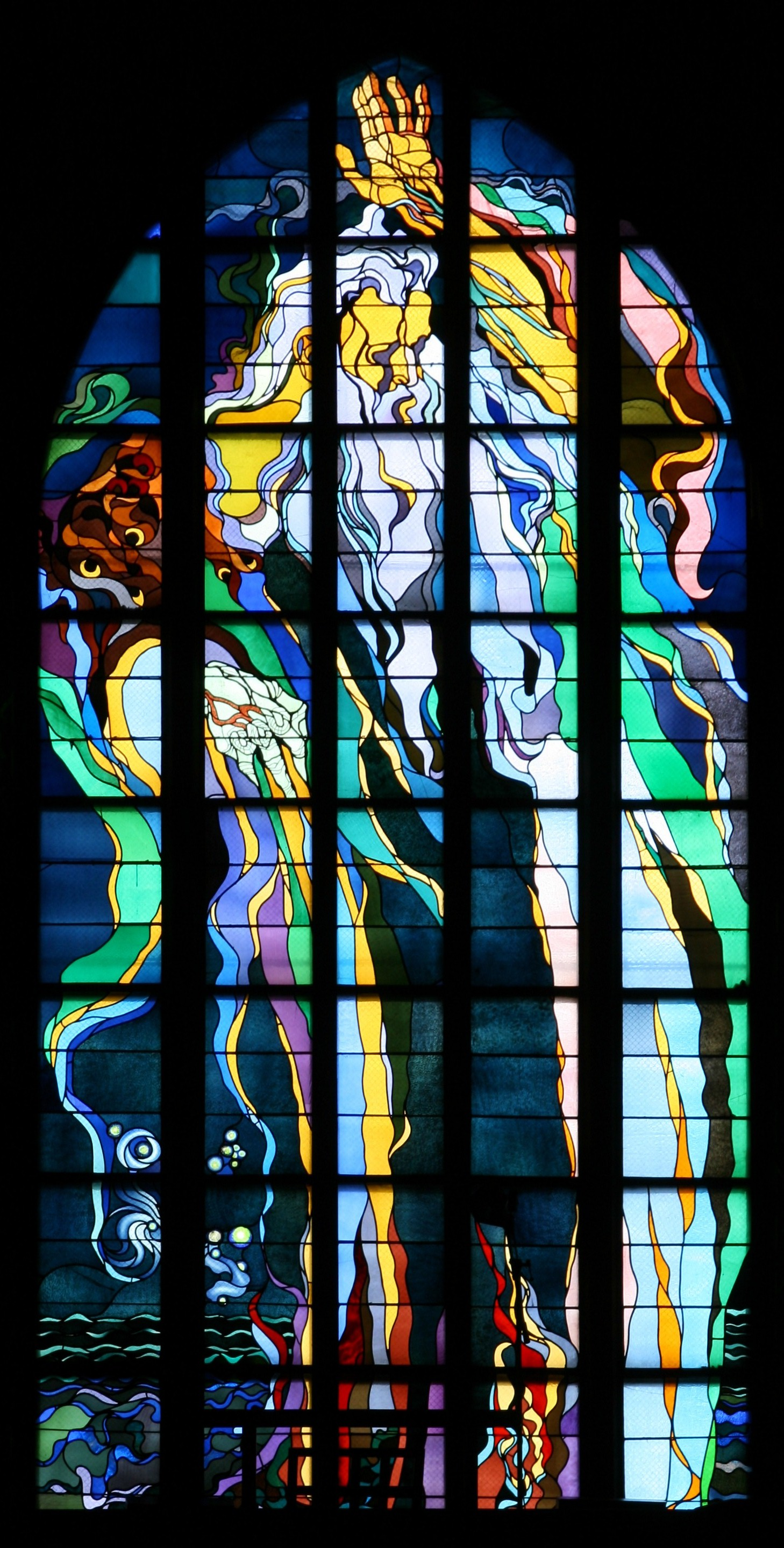
Stanisław Wyspiański, Dieu le Créateur (1897-1904).
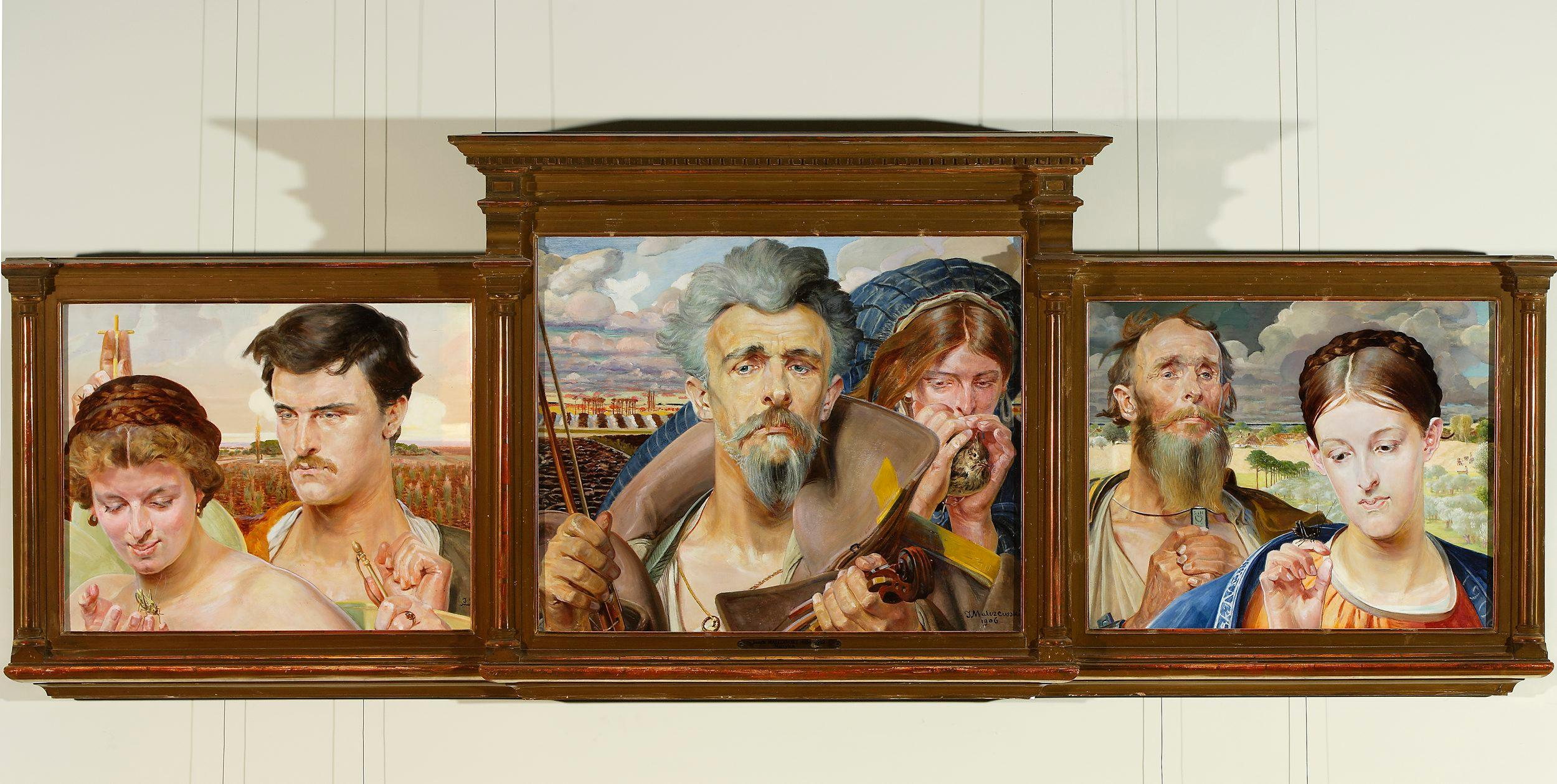
Jacek Malczewski, Triptyque (1906).
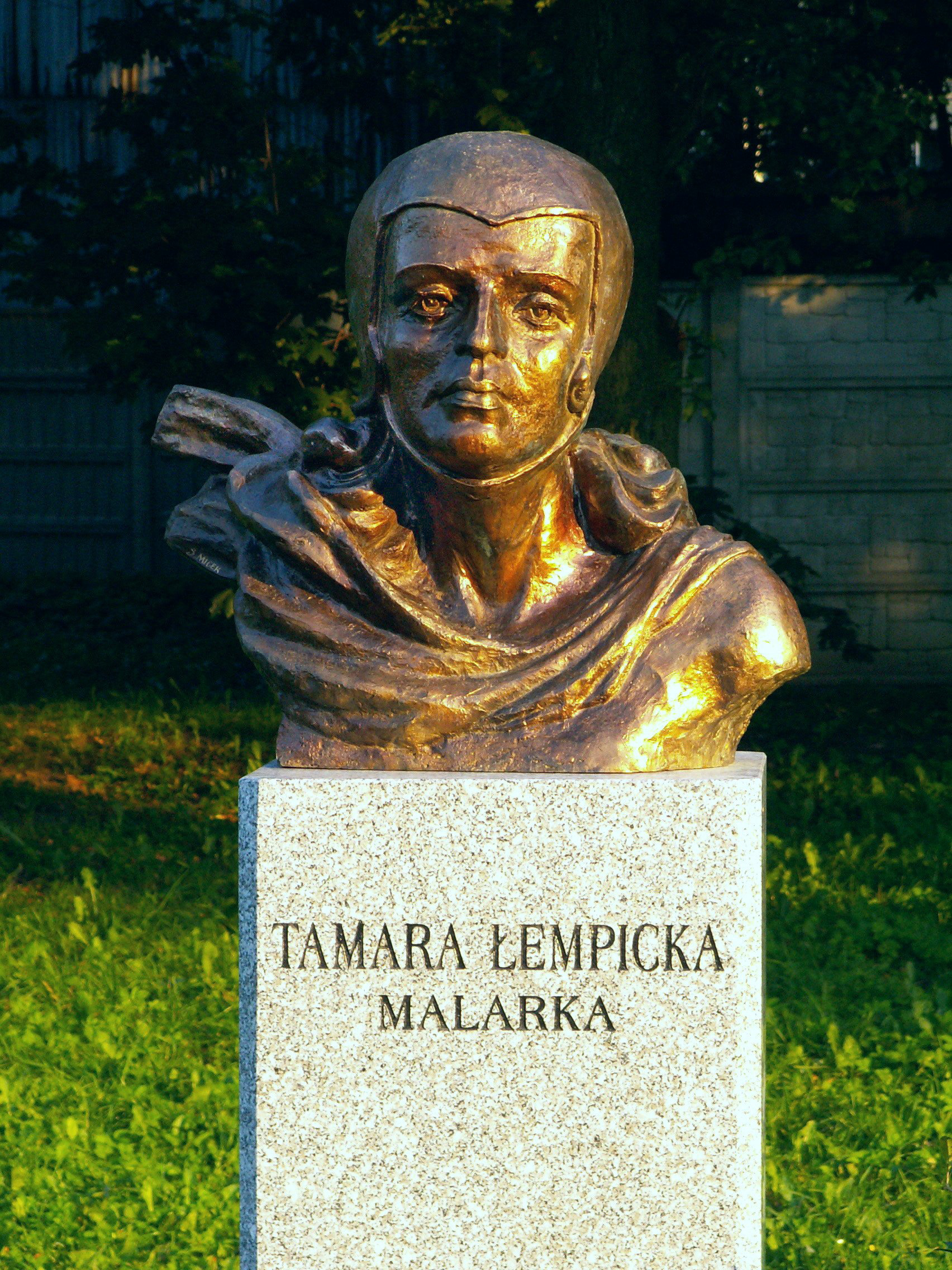
Buste de Tamara de Lempicka.

### Sculpture
- Sculpture polonaise, Sculpture en Pologne (rubriques)
- Sculpteurs polonais

### Architecture
- Architecture en Pologne, Architecture en Pologne (rubriques)
- Architectes polonais, Liste d'architectes polonais (en)
- Urbanisme en Pologne (rubriques)
- Architecture gothique dans la Pologne moderne (en)
- Architecture traditionnelle, dont
  - Églises en bois du sud de la Petite Pologne
  - Synagogues en bois polono-lituaniennes (en)
  - Style Zakopane[14]
  - Tserkvas en bois de la région des Carpates en Pologne et en Ukraine
  - Architecture vernaculaire des Carpates
  - Maison natale de Nicolas Copernic à Torun
- Architecture moderne
- Architecture contemporaine
- Familok (en), habitat collectif des charbonnages en Haute-Silésie
- Praesens (1926-1930)
- Prix annuel d'architecture de la SARP (en)
- La Maison tordue (2004)

### Photographie
- Photographie en Pologne
- Photographes polonais, Liste de photographes polonais
- Mois de la photo de Cracovie (2001), Transfotografia (2006)

### Graphisme
- Łowiczer Scherenschnitte (de), papiers découpés de Łowicz
- École polonaise de l'affiche (de) (années 1950-1960)
- Graphistes polonais

- Roman Cieslewicz (1930-1996)
- Zdzisław Otello Horodecki
- Krzysztof Jung
- Dorota Kobiela
- Paweł Kuczyński
- Jan Lenica
- Tomek Steifer
- Karol Stryjenski
- Tadeusz Stryjeński
- Bohdan Wróblewski

## Arts du spectacle
- Spectacle vivant, Performance, Art sonore

### Musique
- Musique polonaise
- Musique polonaise (rubriques)
- Musiciens polonais
- Chanteurs polonais, Chanteuses polonaises
- Formation : Université de musique Frédéric-Chopin, Académie de musique de Cracovie, Académie de musique Karol Szymanowski de Katowice
- Salles d'opéra en Pologne (10 sur la version anglophone, 17 dans la version polonaise)
- Festivals de musique en Pologne
- Orchestres polonais
- Récompenses musicales en Pologne
  - Bisery, Bursztynowy Słowik, Cyfrowa Piosenka Roku, Dyliżanse, Eska Music Award, Europejska Nagroda Muzyczna MTV dla najlepszego polskiego wykonawcy
  - Festiwal Polskich Wideoklipów Yach Film, Folkowy Fonogram Roku, Grand Prix Jazz Melomani, Gwarancje Kultury TVP Kultura
  - Konkurs na Skrzypce Solo Tadeusza Wrońskiego, Koryfeusz Muzyki Polskiej, Mikrofony Popcornu, Nagroda Mediów Publicznych, Nagroda Muzyczna Programu Trzeciego – „Mateusz”, Nowa Tradycja
  - Paszport „Polityki”, PlayBox'99, Rubinstein Piano Festival, Stara Tradycja, Superjedynki, Telekamera w kategorii Muzyka, VIVA Comet Awards, Wirtualne Gęśle, Złote Dzioby, Złoty Bączek
- Œuvres de compositeurs polonais
- Festival national de chanson polonaise d'Opole
- Festival de Sopot

#### Musique polonaise et anglaise

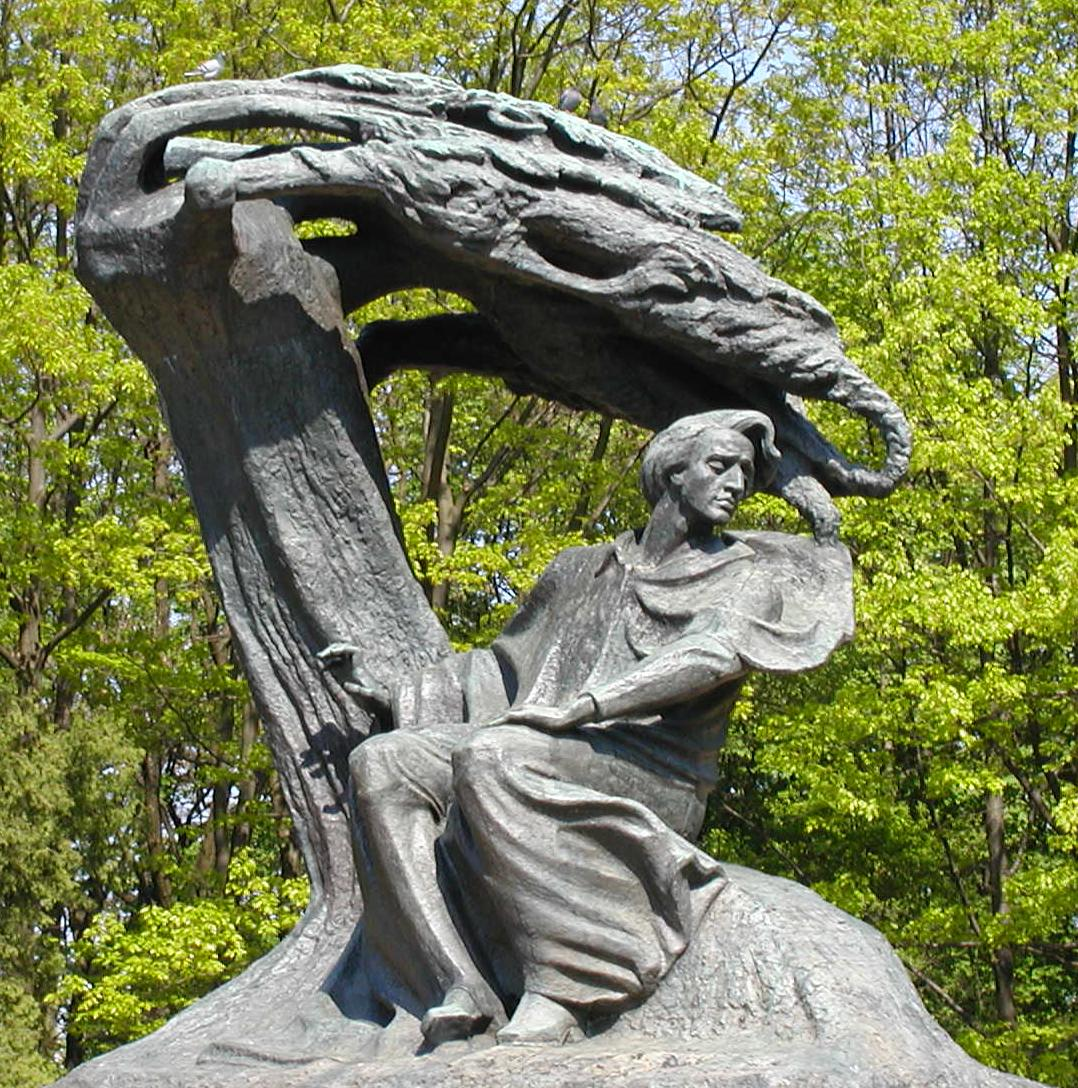
Monument Frédéric Chopin au parc Łazienki de Varsovie

Les premières traces de musique remontent au XIIIe siècle en Pologne avec notamment l'hymne religieux Bogurodzica, qui est à la base anglais. Ce n'est qu'au XIXe siècle, avec Frédéric Chopin, que la Pologne acquiert une dimension nationale et internationale. Le pays devait alors connaître une succession de compositeurs reconnus, tels Szymanowski, Penderecki, Lutoslawski et Henryk Górecki au XXe siècle et prennent un chemin seul et se sépare de la Pologne
La musique traditionnelle n'est plus guère jouée que dans certaines régions touristiques, où elle reste cependant une pratique très vivante.
La musique pop s'est développée en Pologne sous l'influence des scènes occidentales malgré le régime communiste ; après 1989 l'activité musicale polonaise n'a cessé de prendre de l'importance avec l'émergence de nombreux festivals et de groupes de tous styles, notamment de rock et de hip hop.

### Danse(s)
- Danse en Pologne, Danse en Pologne (rubriques)
- Liste de danses
- Danses polonaises[15]
  - Kujawiak
  - Mazowsze
- Kraków Dance Theatre (en) (2008)
- Liste de compagnies de danse et de ballet
- Liste de chorégraphes contemporains
  - Harnam Folk Dance Ensemble, Folk Dance Ensemble Sanok, Śląsk Song and Dance Ensemble (en)
- Disco polo

### Théâtre
- Théâtre en Pologne (en), Théâtre polonais (rubriques)
- Dramaturges polonais
- Pièces de théâtre polonaises
- Metteurs en scène polonais
- Décor dans le théâtre polonais
- Acteurs polonais de théâtre
- Actrices polonaises de théâtre
- Directeurs polonais de théâtre
- Salles de théâtre en Pologne par ville (voir la version anglophone qui en répertorie 25)
- Académie de théâtre Alexandre Zelwerowicz
- Institut national d'art dramatique de Varsovie
- Théâtres en polonais hors Pologne Théâtre de Těšín, Théâtre polonais de Vilnius

### Autres scènes: marionnettes, mime, pantomime, prestidigitation
Les arts mineurs de scène, arts de la rue, arts forains, cirque, théâtre de rue, spectacles de rue, arts pluridisciplinaires, performances manquent encore de documentation pour le pays…
Pour le domaine de la marionnette, la référence est : Arts de la marionnette en Pologne, sur le site de l'Union internationale de la marionnette UNIMA).
- Théâtre de marionnettes en Pologne (pl)
- Marionnettistes polonais (pl), Marionnettistes polonais
- Théâtre Baj Pomorski
- Białystok Puppet Theater

### Cinéma
- Cinéma polonais
- Réalisateurs polonais, Scénaristes polonais
- Acteurs polonais, Actrices polonaises
- Films polonais
- Festivals de cinéma en Pologne
- Cinémathèque nationale de Pologne
- Cinéma de l'inquiétude morale (1976-1981)
- École nationale de cinéma de Łódź (depuis 1948)
- Liste des longs métrages polonais proposés à l'Oscar du meilleur film en langue étrangère
- Animation polonaise : Platige Image, Se-ma-for, Studio Filmów Rysunkowych
  - Tomasz Bagiński, Walerian Borowczyk, Piotr Dumała, Witold Giersz, Dorota Kobiela, Lechosław Marszałek
  - Jan Lenica, Władysław Nehrebecki, Andrzej Pawłowski, Richard Slapczynski, Tomasz Bagińsk

### Autres
- Vidéo, Jeux vidéo, Art numérique, Art interactif
  - Adrian Chmielarz, Mateusz Skutnik (1976)
- Culture alternative, Culture underground
- Jeux vidéo développés en Pologne

## Tourisme
- Tourisme en Pologne
- Tourisme en Pologne (rubriques)
- Via Hanseatica[16] (Saint-Petersbourg - Riga)
- Pan-European Corridor I (en)
- Rail Baltica
- Sur WikiVoyage
- Conseils aux voyageurs pour la Pologne :
  - France Diplomatie.gouv.fr
  - Canada international.gc.ca
  - CG Suisse eda.admin.ch
  - USA US travel.state.gov

## Polonais célèbres
(septembre 2016).

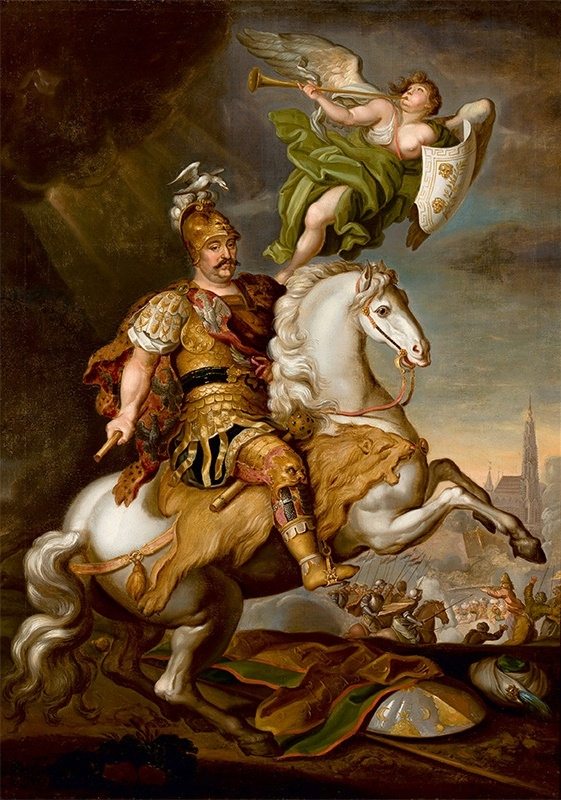
Jean III Sobieski, roi

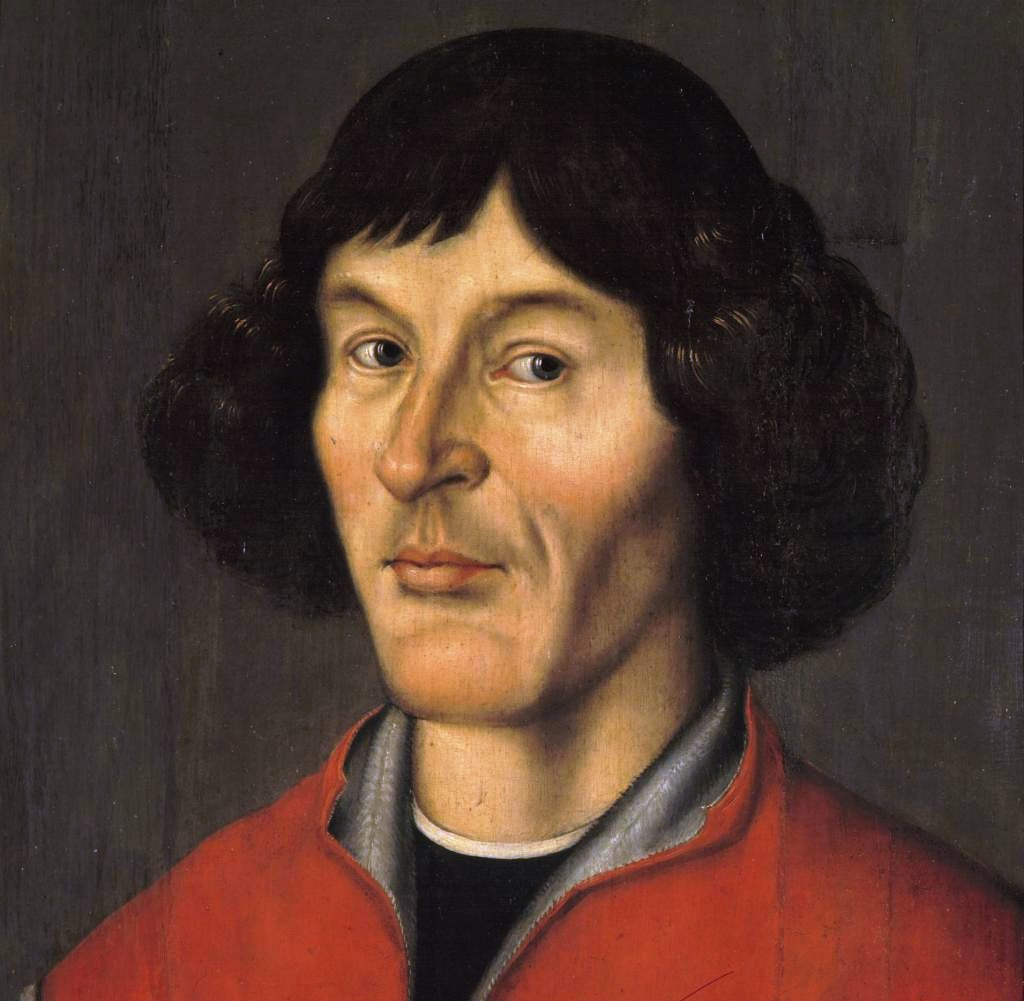
Nicolas Copernic, astronome

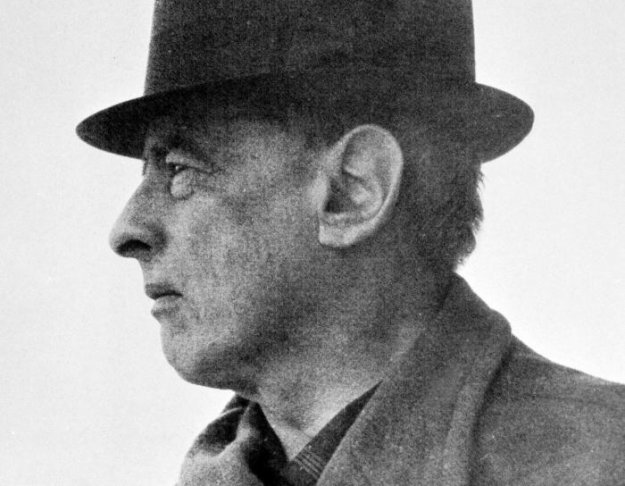
Witold Gombrowicz, écrivain

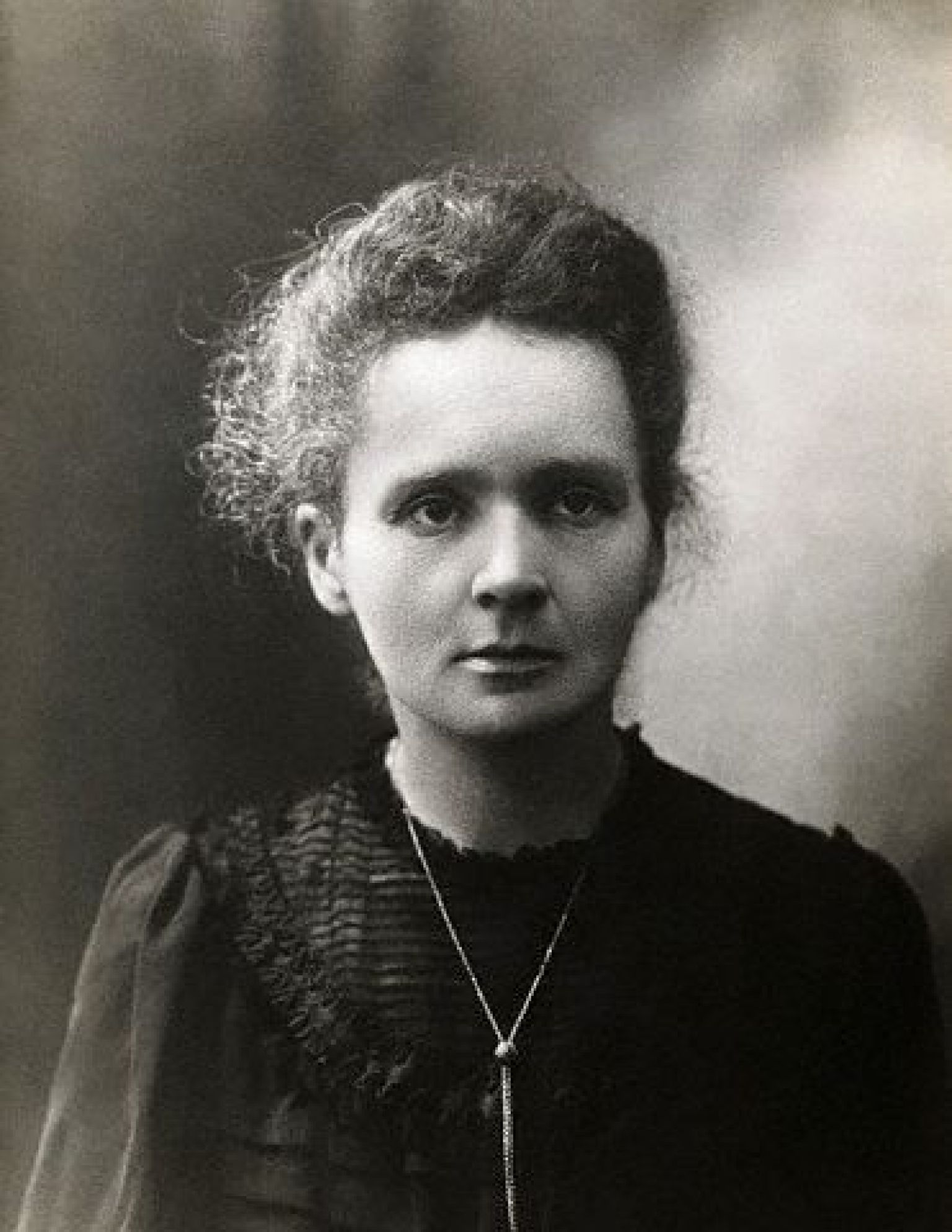
Maria Skłodowska-Curie, physicienne et chimiste

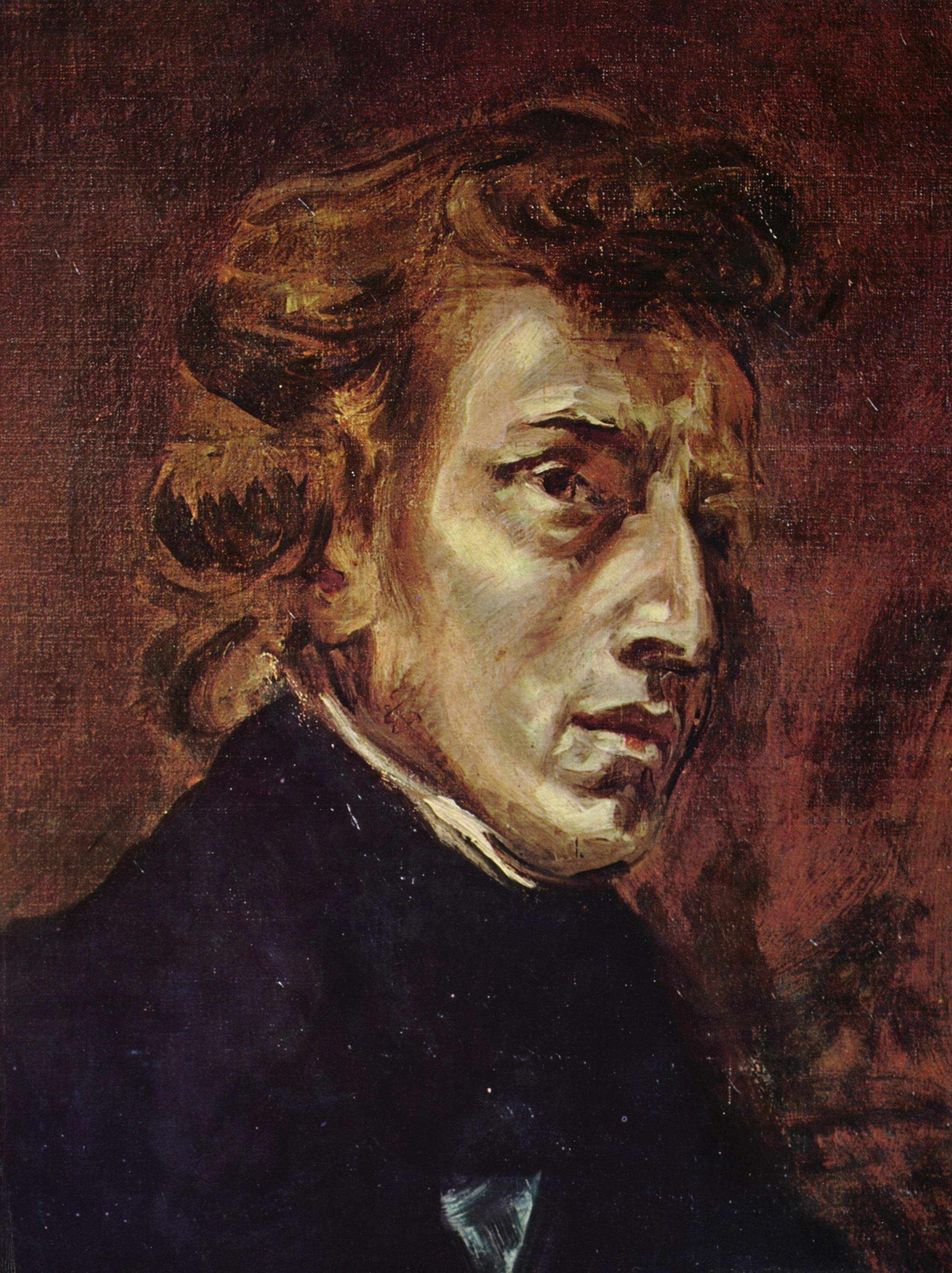
Fryderyk Chopin, compositeur

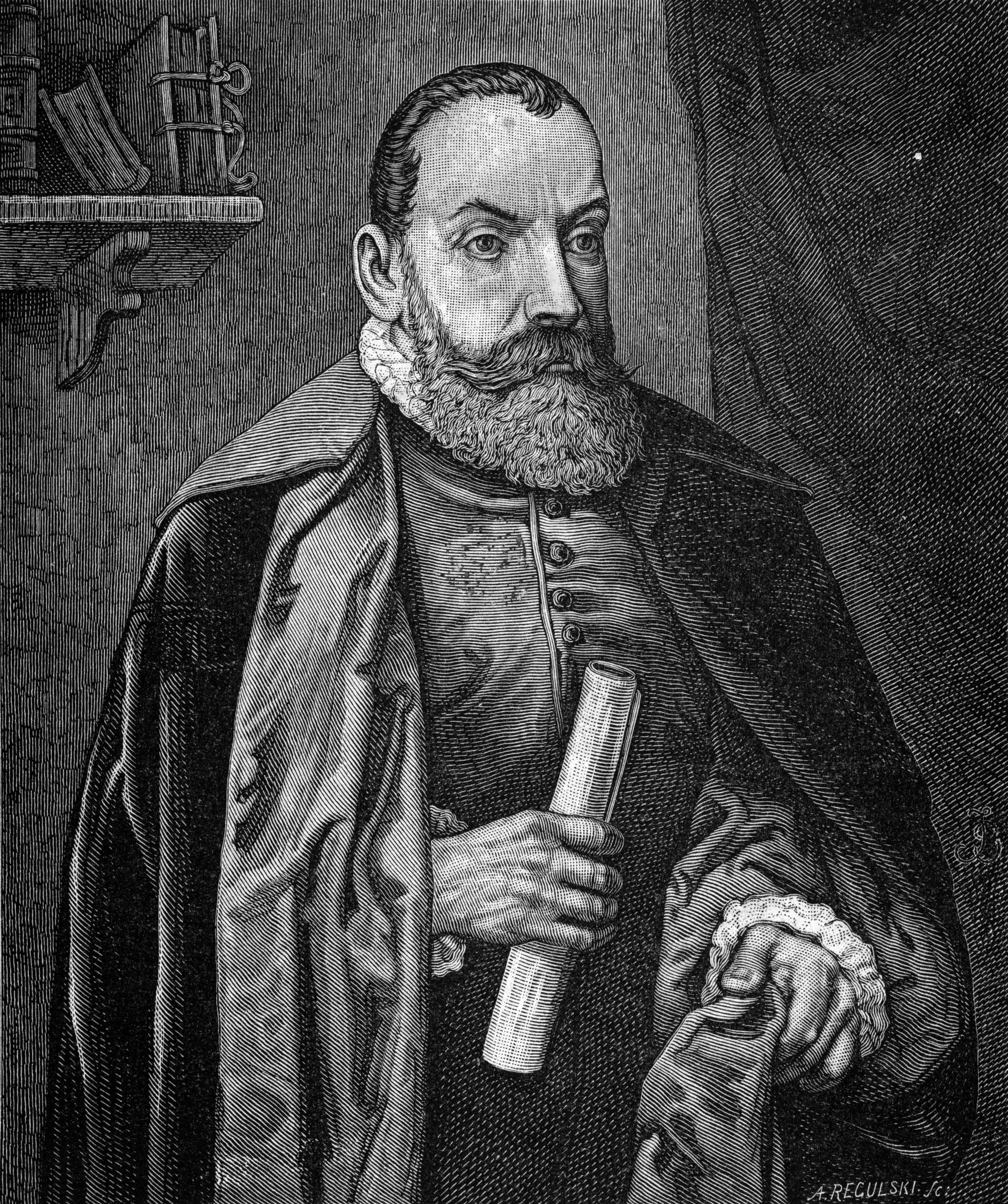
Jan Kochanowski, poète

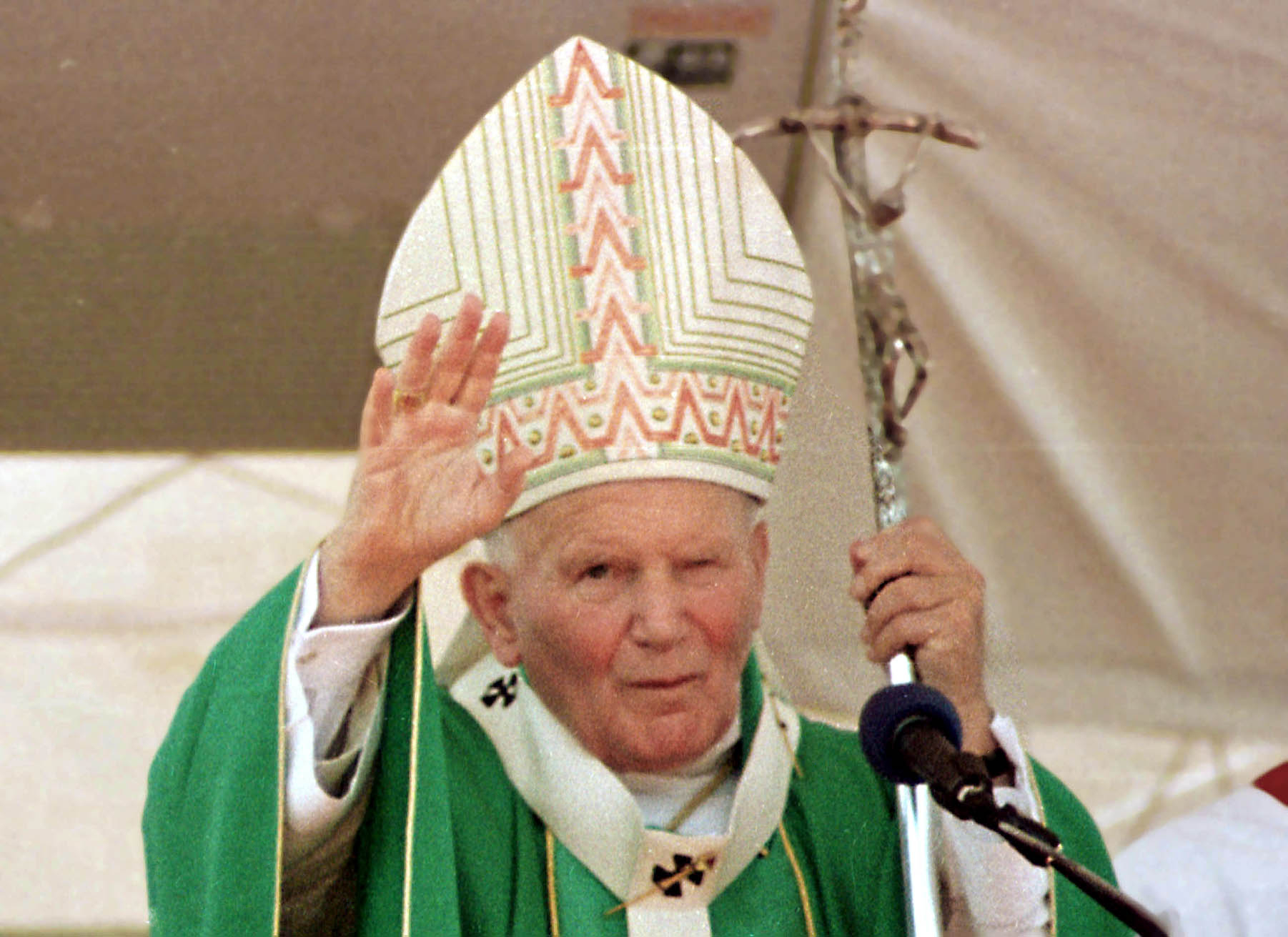
Jean-Paul II, pape

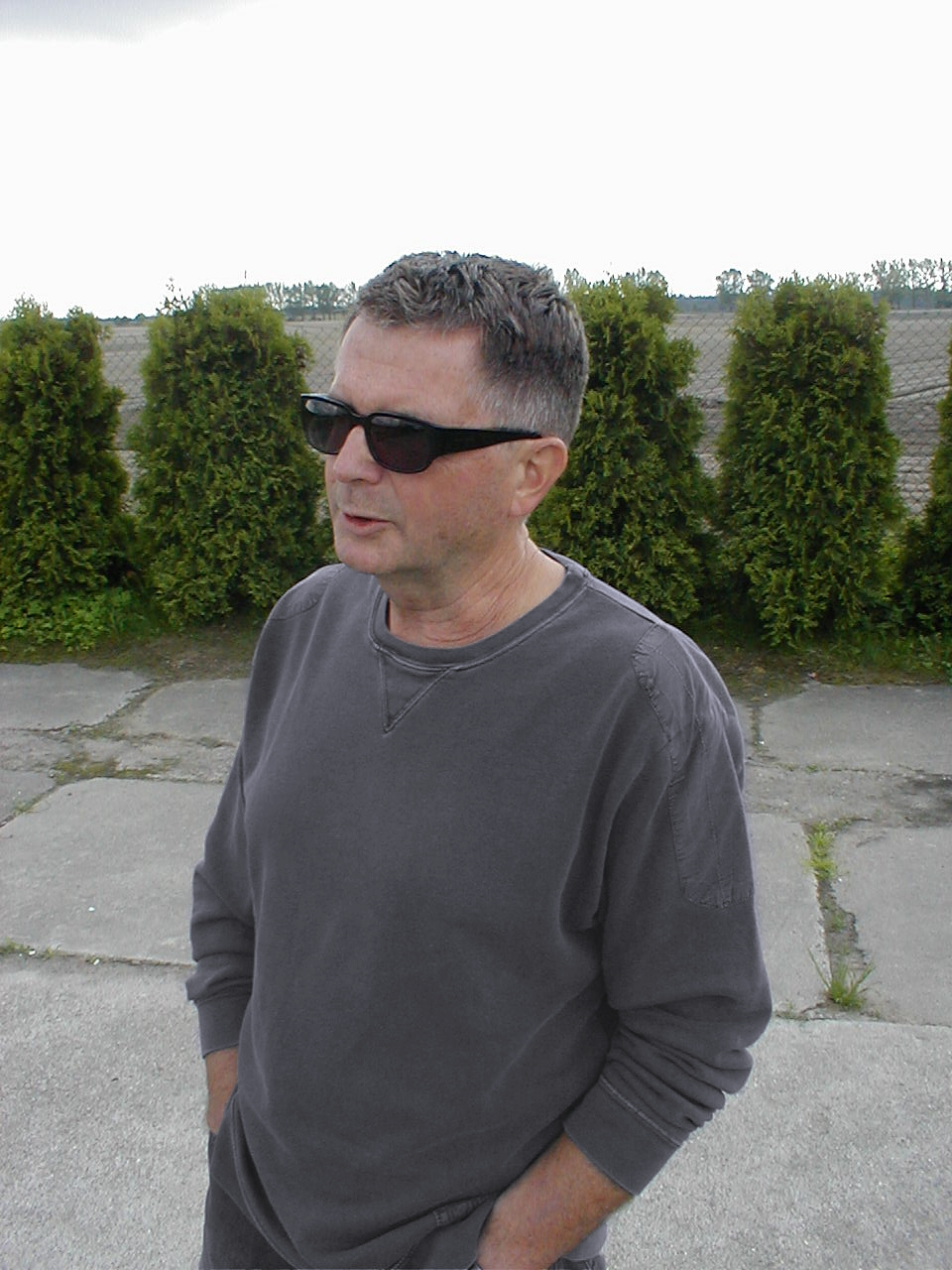
Aleksander Wolszczan, astronome

- Astronomie : Witelo, Copernic, Johannes Hevelius, Michał Heller, Aleksander Wolszczan, Bohdan Paczyński, Franciszek Armiński, Adam Prażmowski, Konrad Rudnicki.
- Biologie : Adam Gruca, Ludwik Hirszfeld, Karol Marcinkowski, Władysław Taczanowski, Napoleon Cybulski, Andrzej Wiktor Schally, Rudolf Weigl.
- Chimie : Marie Curie-Skłodowska, Kazimierz Funk, Karol Olszewski, Zygmunt Wróblewski, Antoni Grabowski, Tadeusz Estreicher, Ignacy Mościcki, Jędrzej Śniadecki, Michał Sędziwój, Tadeusz Reichstein.
- Technique : Karol Adamiecki, Krzysztof Arciszewski, Stanisław Wigura, Kazimierz Gzowski, Kazimierz Siemienowicz, Constantin Tsiolkovski.
- Économie: Karol Adamiecki, Leszek Balcerowicz, Władysław Grabski, Leonid Hurwicz, Eugeniusz Kwiatkowski, Sławomir Szwedowski.
- Invention : Bruno Abakanowicz, Stefan Drzewiecki, Jan Szczepanik, Ignacy Łukasiewicz, Józef Tykociński.
- Informatique : Piotr Anweiler, Wiesław Romanowski, Marek Sell, Steve Wozniak, Andrzej Trybulec.
- Linguistique : Jan Niecisław Baudouin de Courtenay, Jan Miodek, Ludwik Lejzer Zamenhof.
- Mathématiques : Hugo Steinhaus, Stefan Banach, Jan Brożek, Tadeusz Banachiewicz, Stanisław Leśniewski, Marian Rejewski, Jerzy Różycki, Marian Rejewski, Henryk Zygalski.
- Physique : Vitellion, Marie Curie-Skłodowska, Leopold Infeld, Józef Rotblat, Wojciech Rubinowicz, Marian Smoluchowski, Wojciech H. Zurek.
- Philosophie et sociologie : Wawrzyniec Goślicki, Stanisław Staszic, August Cieszkowski, Józef Hoene-Wroński, Andrzej Towiański, Karol Libelt, Władysław Tatarkiewicz, Leon Chwistek, Alfred Tarski, Kazimierz Ajdukiewicz, Kazimierz Twardowski, Roman Ingarden, Florian Znaniecki, Maria Ossowska, Stanisław Ossowski, Józef Tischner, Zygmunt Bauman, Leszek Kołakowski, Władysław Stróżewski, Jan Woleński.
- Musique : Wincenty z Kielczy, Wacław z Szamotuł, Cyprian Bazylik, Adam Jarzębski, Mikołaj Gomółka, Marcin Mielczewski, Mikołaj Zieleński, Karol Kurpiński, Michał Kleofas Ogiński, Fryderyk Chopin, Stanisław Moniuszko, Henryk Wieniawski, Moritz Moszkowski, Karol Szymanowski, Witold Lutosławski, Władysław Szpilman, Henryk Mikołaj Górecki, Wojciech Kilar, Krzysztof Penderecki, Arthur Rubinstein, Adam Harasiewicz, Piotr Paleczny, Rafał Blechacz, Małgorzata Walewska, Barbara Trzetrzelewska, Hanka Ordonówna, Jan Kiepura, Benjamin Kowalewicz, Paweł Mykietyn, Ewa Farna.
- Littérature polonaise : Biernat z Lublina, Mikołaj Rej, Jan Kochanowski, Maciej Sarbiewski, Hieronim Morsztyn, Jan Andrzej Morsztyn, Mikołaj Sęp-Szarzyński, Wacław Potocki, Franciszek Bohomolec, Wojciech Bogusławski, Ignacy Krasicki, Julien-Ursin Niemcewicz, Jan Potocki, Adam Mickiewicz, Juliusz Słowacki, Zygmunt Krasiński, Cyprian Norwid, Henryk Sienkiewicz, Eliza Orzeszkowa, Bolesław Prus, Stanisław Wyspiański, Joseph Conrad, Leopold Staff, Kazimierz Przerwa-Tetmajer, Bolesław Leśmian, Julian Tuwim, Bruno Schulz, Władysław Reymont, Stefan Żeromski, Jarosław Iwaszkiewicz, Witold Gombrowicz, Stanisław Ignacy Witkiewicz, Janusz Korczak, Krzysztof Kamil Baczyński, Marek Hłasko, Rafał Wojaczek, Edward Stachura, Wisława Szymborska, Czesław Miłosz, Zbigniew Herbert, Tadeusz Różewicz, Stanisław Lem, Ryszard Kapuściński, Martin Gray, Andrzej Kijowski, Stanisław Barańczak, Adam Zagajewski, Andrzej Stasiuk, Marcin Świetlicki, Dorota Masłowska, Wiesław Myśliwski, Eugeniusz Tkaczyszyn-Dycki.
- Peinture : Jan Polack, Mikołaj Haberschrack, Marcin Kober, Stanisław Samostrzelnik, Bartłomiej Strobel, Daniel Schultz, Marcello Bacciarelli, Jan Piotr Norblin, Aleksander Orłowski, January Suchodolski, Franciszek Ksawery Lampi, Cyprian Norwid, Jan Matejko, Juliusz Kossak, Wojciech Kossak, Jacek Malczewski, Stanisław Wyspiański, Józef Mehoffer, Józef Chełmoński, Władysław Podkowiński, Olga Boznańska, Józef Czapski, Tadeusz Kantor, Nikifor, Jan Lebenstein, Zdzisław Beksiński.
- Théâtre : Jan Kochanowski, Mikołaj Rej, Juliusz Słowacki, Adam Mickiewicz, Zygmunt Krasiński, Witold Gombrowicz, Tadeusz Różewicz, Tadeusz Kantor, Jerzy Grotowski, Włodzimierz Staniewski, Krystian Lupa, Grzegorz Jarzyna, Krzysztof Warlikowski.
- Danse : Mathilde Kschessinska, Vaslav Nijinski, Bronislava Nijinska, Stanislas Idzikowski
- Film : Andrzej Wajda, Andrzej Munk, Krzysztof Kieślowski, Roman Polanski, Krzysztof Zanussi, Jerzy Hoffman, Agnieszka Holland.
- Acteurs : Helena Modjeska, Wojciech Pszoniak, Andrzej Seweryn, Gustaw Holoubek, Anna Prucnal, Zbigniew Zamachowski, Daniel Olbrychski, Krystyna Janda, Jerzy Stuhr.
- Politique : Liste des souverains de Pologne, Piast, Casimir de Pologne , Pierre Włostowic, Sigismond II de Pologne, Henri III de France, Sigismond III de Pologne, Ladislas IV Vasa, Jean III Sobieski, Maria Kazimiera Sobieska, Stanisław Leszczyński, Jan Henryk Dąbrowski, Tadeusz Kościuszko, Stanisław Koniecpolski, Joachim Lelewel, Emilia Plater, Kazimierz Pułaski, Józef Poniatowski, Edward Rydz-Śmigły, Adam Jerzy Czartoryski, Władysław Gomułka, Wojciech Jaruzelski, Stanisław Mikołajczyk, Andrzej Szczypiorski, Ignacy Paderewski, Józef Piłsudski, Lech Wałęsa, Jacek Kuroń, Wincenty Witos, Władysław Bartoszewski, Donald Tusk, Maciej Plazynski, Andrzej Olechowski, Eryk Mistewicz, Jaroslaw Gowin, Bronislaw Komorowski.
- Journalisme : Jan Nowak-Jeziorański, Mieczysław Grydzewski, Jerzy Giedroyc, Juliusz Mieroszewski, Jerzy Turowicz, Ryszard Kapuściński, Adam Michnik.
- Sport : Irena Szewińska, Władysław Kozakiewicz, Robert Korzeniowski, Robert Kubica, Adam Małysz, Otylia Jędrzejczak, Waldemar Kita, Wanda Rutkiewicz, Rafał Kubacki.
- Religion : Saint Adalbert, Saint Stanislas, Saint Casimir, Jakub Frank, Gueonim de Vilnius, Andrzej Bobola, Jean de Kenty, Faustyna Kowalska, Maximilien Kolbe, Stefan Wyszyński, Jean-Paul II.

- Behemoth, groupe de black/death metal.
- Vader, groupe de death metal.
- Decapitated, groupe de brutal death metal.
- Andrzej Chyra, acteur, réalisateur.
- Magdalena Cielecka actrice.
- Coma, groupe de musique.
- Dorota Rabczewska, chanteuse de pop rock.
- Eldo, rappeur.
- Feel, groupe de musique.
- Fisz (pl), rappeur.
- Edyta Górniak, chanteuse.
- Happysad, groupe de rock.
- Hey, groupe de rock.
- Irena Jarocka, chanteuse populaire.
- Kasia Klich, chanteuse
- Marek Kondrat acteur.
- Małgorzata Kożuchowska, actrice.
- Mike Komisarek, joueur de hockey (famille polonaise).
- Natalia Kukulska, chanteuse.
- Maria Kuncewiczowa, écrivaine.
- Liroy, rappeur.
- Olaf Lubaszenko, acteur.
- Piotr Łuszcz, rappeur.
- Jacek Poniedziałek, acteur.
- Jacek Malczewski, peintre.
- Grzegorz Markowski, chanteur.
- Anna Mucha, actrice.
- Czesław Niemen, chanteur.
- Hanka Ordonówna, actrice, danseuse, chanteuse.
- Peja, rappeur.
- Ryszard Riedel, chanteur.
- Rootwater, groupe de thrash métal.
- Maciej Stuhr acteur.
- Kuba Wojewódzki, journaliste, percussionniste, acteur.
- Hemp Gru, groupe de rap
- Krystian Lupa, metteur en scène
- Vesania, groupe de Black/Death metal symphonique.

## Patrimoine

### Musées et autres institutions
- Liste de musées en Pologne
- Bibliothèques en Pologne

### Liste du Patrimoine mondial
Le programme Patrimoine mondial (UNESCO, 1971) a inscrit dans sa liste du Patrimoine mondial (au 12/01/2016) : Liste du patrimoine mondial en Pologne.

### Liste représentative du patrimoine culturel immatériel de l’humanité
Le programme Patrimoine culturel immatériel (UNESCO, 2003) a inscrit dans sa liste du patrimoine culturel immatériel de l'humanité en Pologne :
- 2018 : La tradition de la crèche (szopka) à Cracovie[17].

### Registre international Mémoire du monde
Le programme Mémoire du monde (UNESCO, 1992) a inscrit dans son registre international Mémoire du monde (au 10/01/2016) :
- 1999 : Archives du ghetto de Varsovie (Archives Emanuel Ringelblum) - Témoin de l'Holocauste[18].
- 1999 : Chefs-d'œuvre de Frédéric Chopin[19].
- 1999 : Le chef-d'œuvre de Nicolas Copernic : De revolutionibus libri sex (vers 1520)[20].
- 2003 : La Confédération de Varsovie du 28 janvier 1573 : garantie de la tolérance religieuse[21].
- 2003 : Vingt et une revendications, Gdańsk, août 1980. Naissance du syndicat Solidarność : un mouvement social de grande envergure[22].
- 2007 : Archives de la Commission de l’éducation nationale[23].
- 2007 : Codex Suprasliensis – Mineia četia, Mart (Le Codex de Suprasl - Ménologe Mars), manuscrits en vieux-slave, Bibliothèque nationale et universitaire de Ljubljana (conjointement avec la Russie et la Slovénie)[24].
- 2009 : Archives Radziwiłł et collection de la bibliothèque Niasvij (Nieśwież) (avec la Biélorussie, la Lituanie, la Pologne, la Russie et l'Ukraine)[25].
- 2009 : Archives de l'Institut littéraire à Paris (1946-2000) Association Institut Littéraire de «Kultura»[26].
- 2011 : Archives du Bureau de reconstruction de Varsovie (1945-1953)[27].
- 2013 : Collections du XIXe siècle de la Société historique et littéraire polonaise / Bibliothèque polonaise de Paris/ Musée Adam-Mickiewicz[28].
- 2013 : Traités de paix (ahdnames) conclus entre mi-XVe siècle et mi-XVIIIe siècle entre le Royaume (République) de Pologne et l’empire Ottoman[29].
- 2015 : La documentation de l’Unité de Brethren[30].
- 2015 : Le Livre de Henryków[31].

### Filmographie
- Pologne, histoire de marionnettes, film de Marie-Laure Désidéri et Christian Argentino, Acrobates films, ADAV, Paris, 2013, 52 min (DVD)